# Lauch (Gattung)
Die Gattung Lauch (Allium) bildet die einzige Pflanzengattung der Tribus Allieae, die zur Unterfamilie der Allioideae innerhalb der Familie der Amaryllisgewächse (Amaryllidaceae) gehört. Einige Arten sind bekannte Speise- und Würzpflanzen, andere Arten werden als Zierpflanzen genutzt. Verantwortlich für den charakteristischen Geruch der meisten Arten ist Allicin, das bei Verletzung von Pflanzenteilen durch ein Enzym aus einer schwefelhaltigen Aminosäure, dem Alliin, gebildet wird.

## Beschreibung

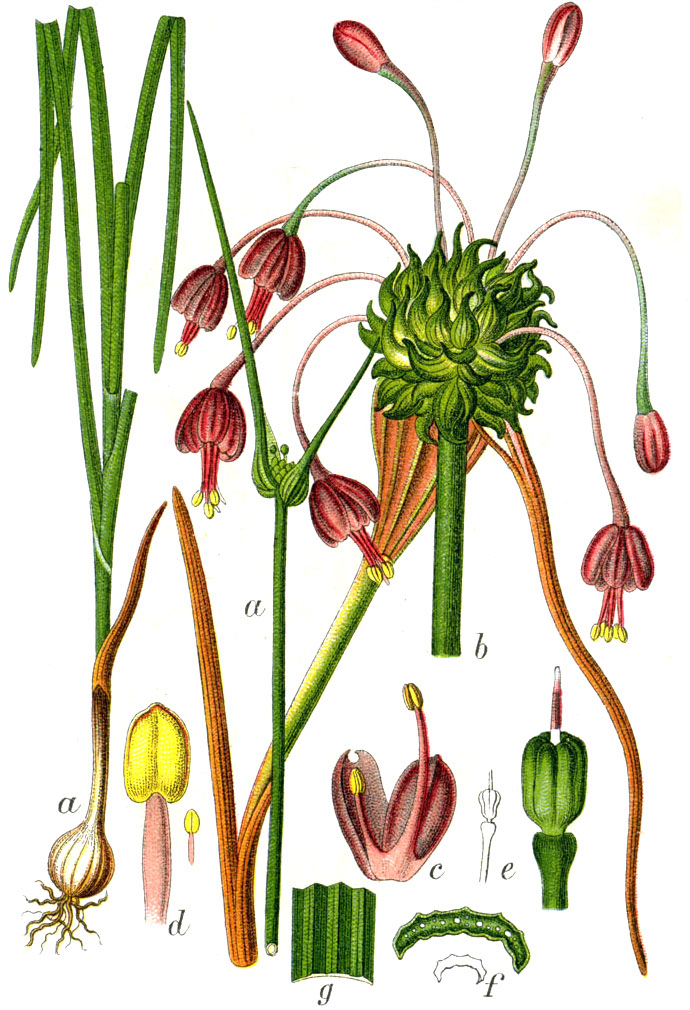
Illustration des Gekielten Lauchs (Allium carinatum)

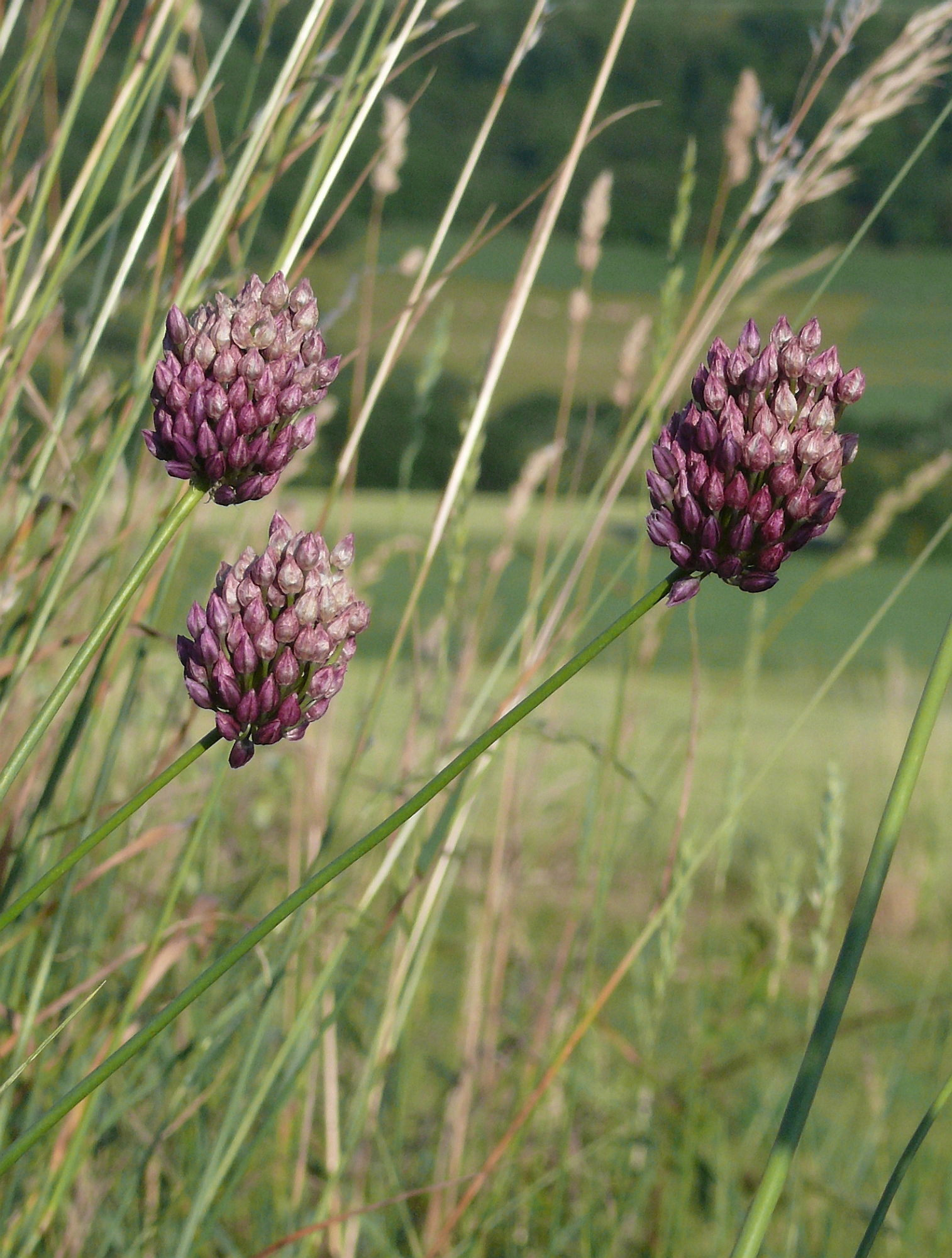
Untergattung Allium Sektion Allium: Runder Lauch (Allium rotundum)

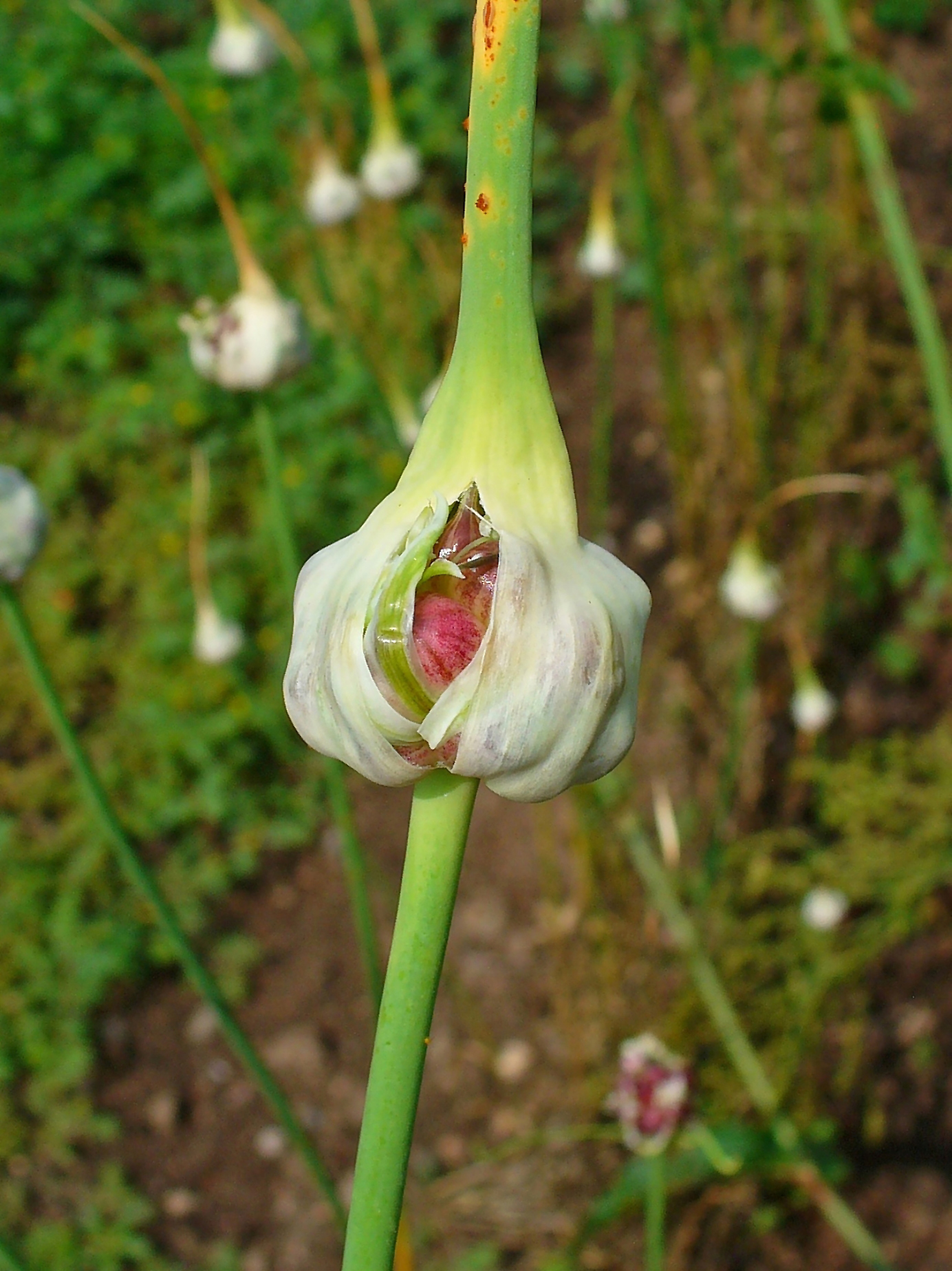
Untergattung Allium Sektion Allium: Knoblauch (Allium sativum)

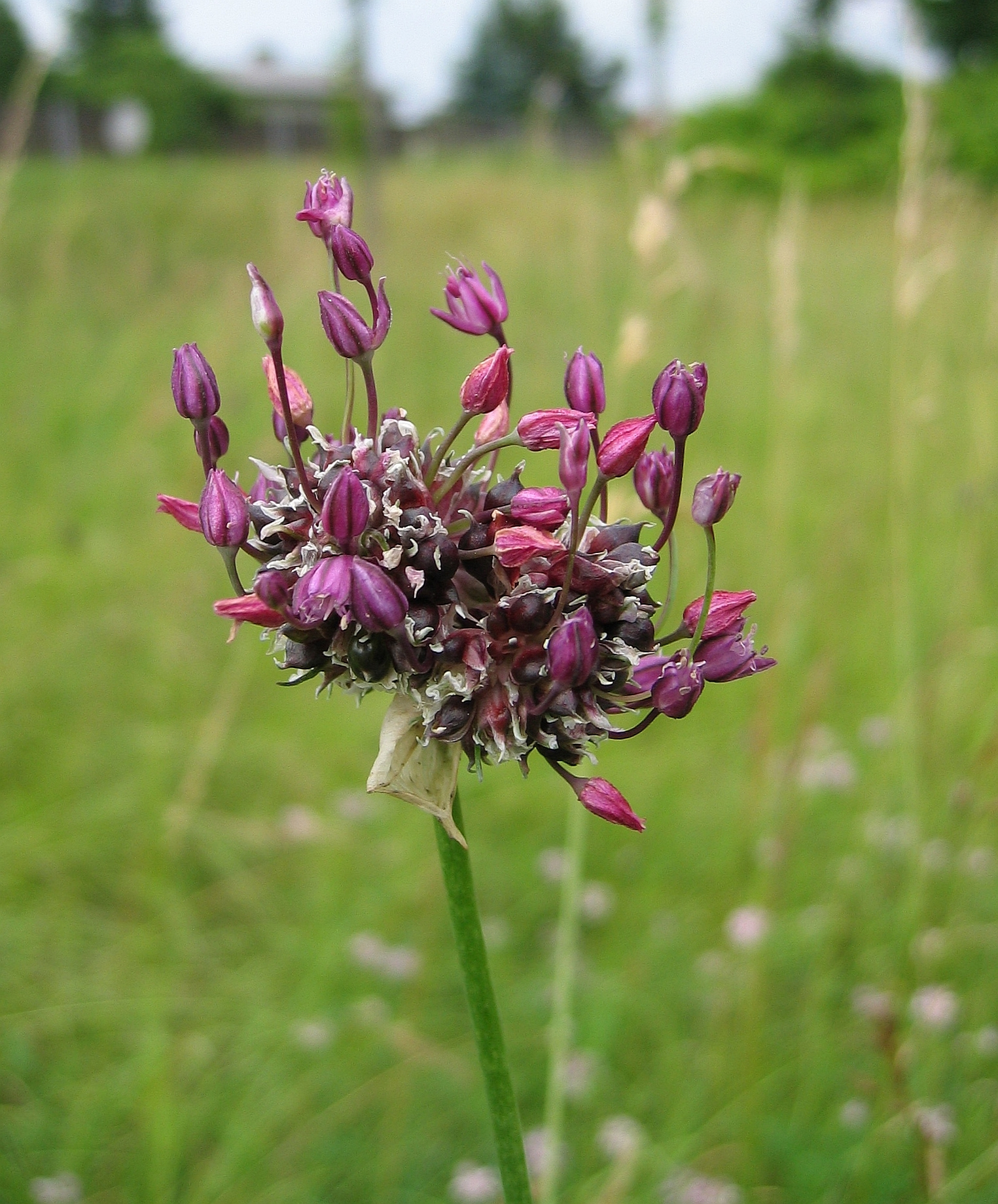
Untergattung Allium Sektion Allium: Schlangen-Lauch (Allium scorodoprasum)

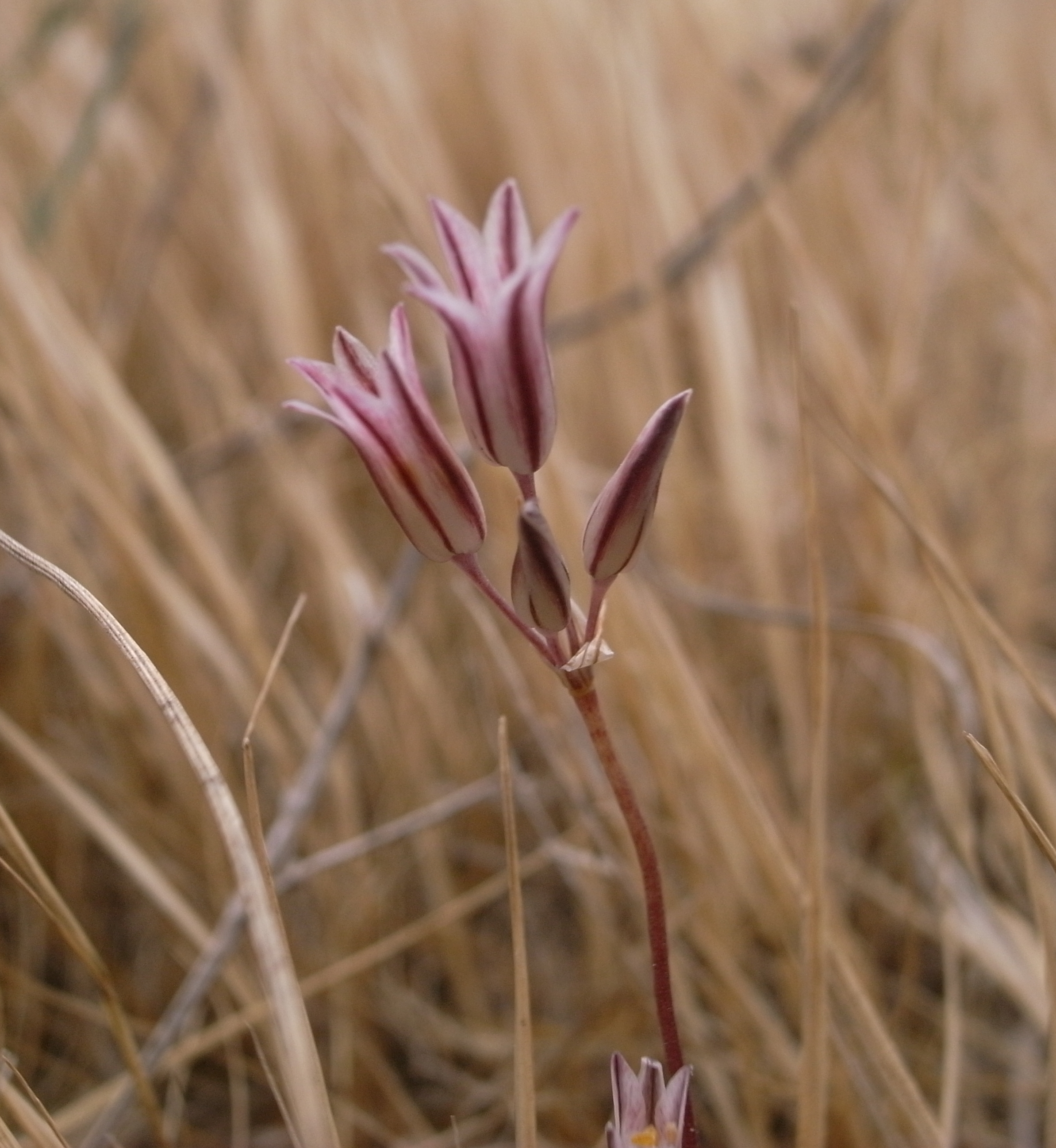
Untergattung Allium Sektion Brevispatha: Allium lojaconoi

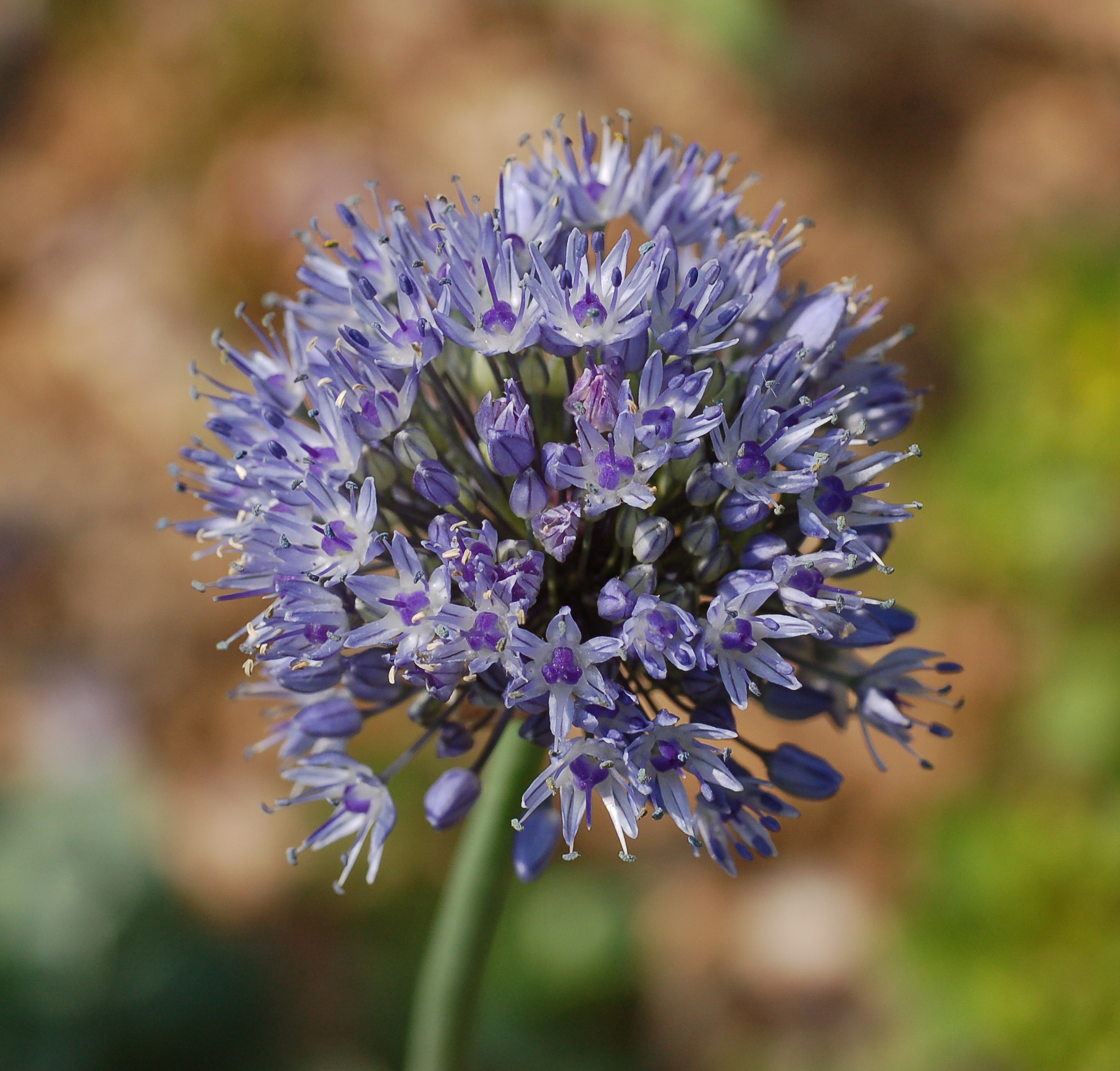
Untergattung Allium Sektion Caerulea: Blauer Lauch (Allium caeruleum), Blütenstand

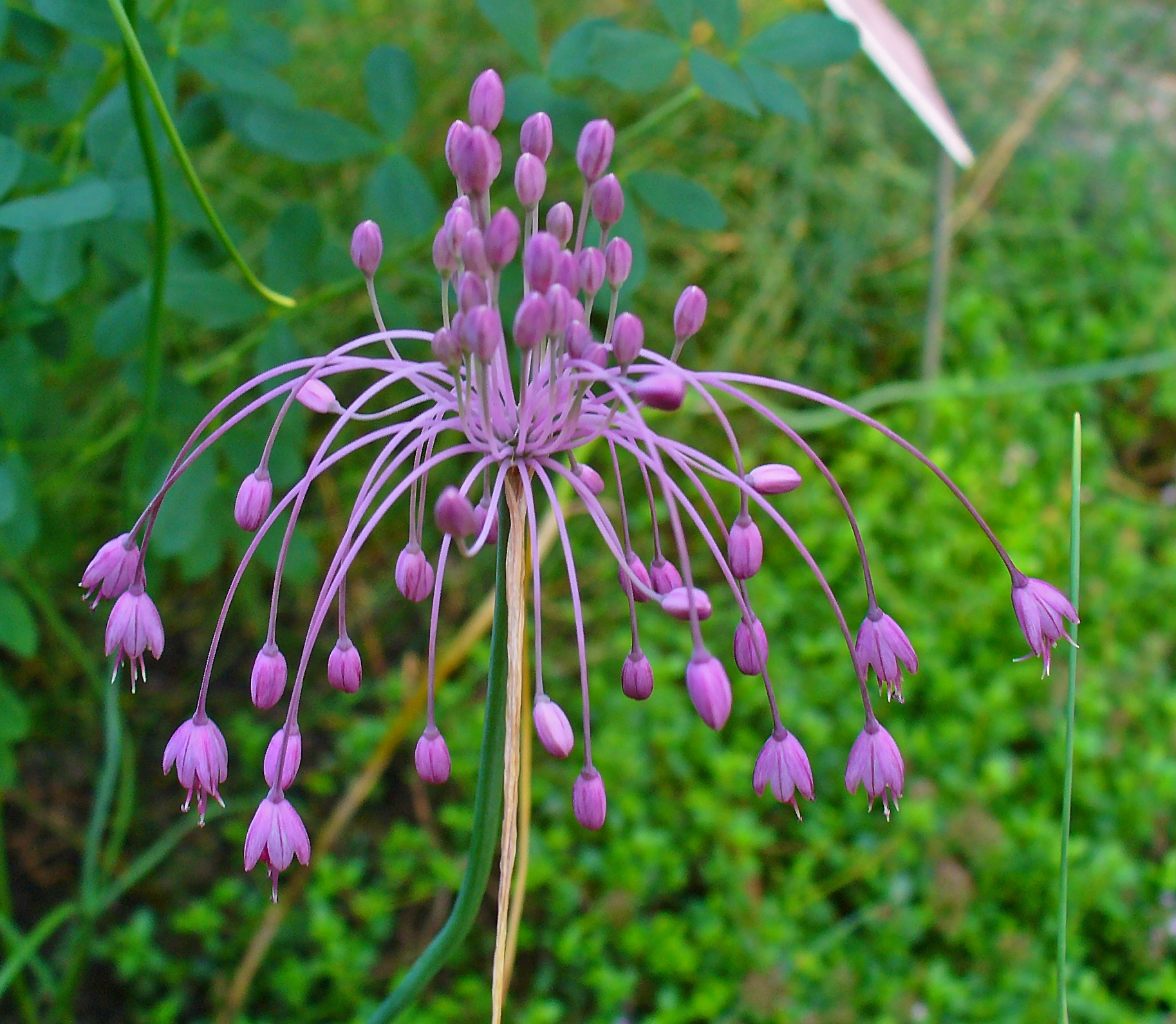
Untergattung Allium Sektion Codonoprasum: Gekielter Lauch (Allium carinatum)

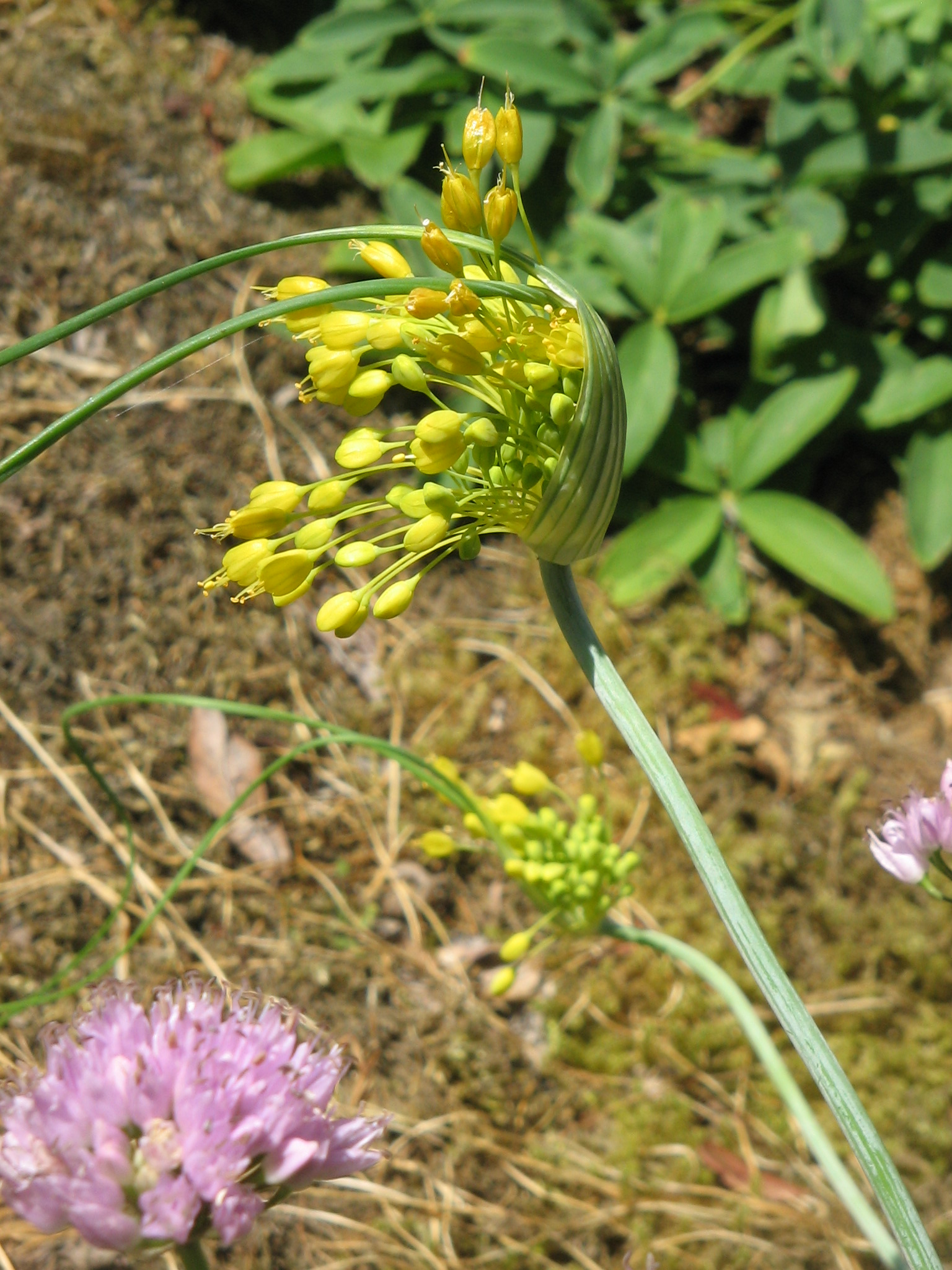
Untergattung Allium Sektion Codonoprasum: Blütenstand von Allium flavum mit zwei Hochblättern

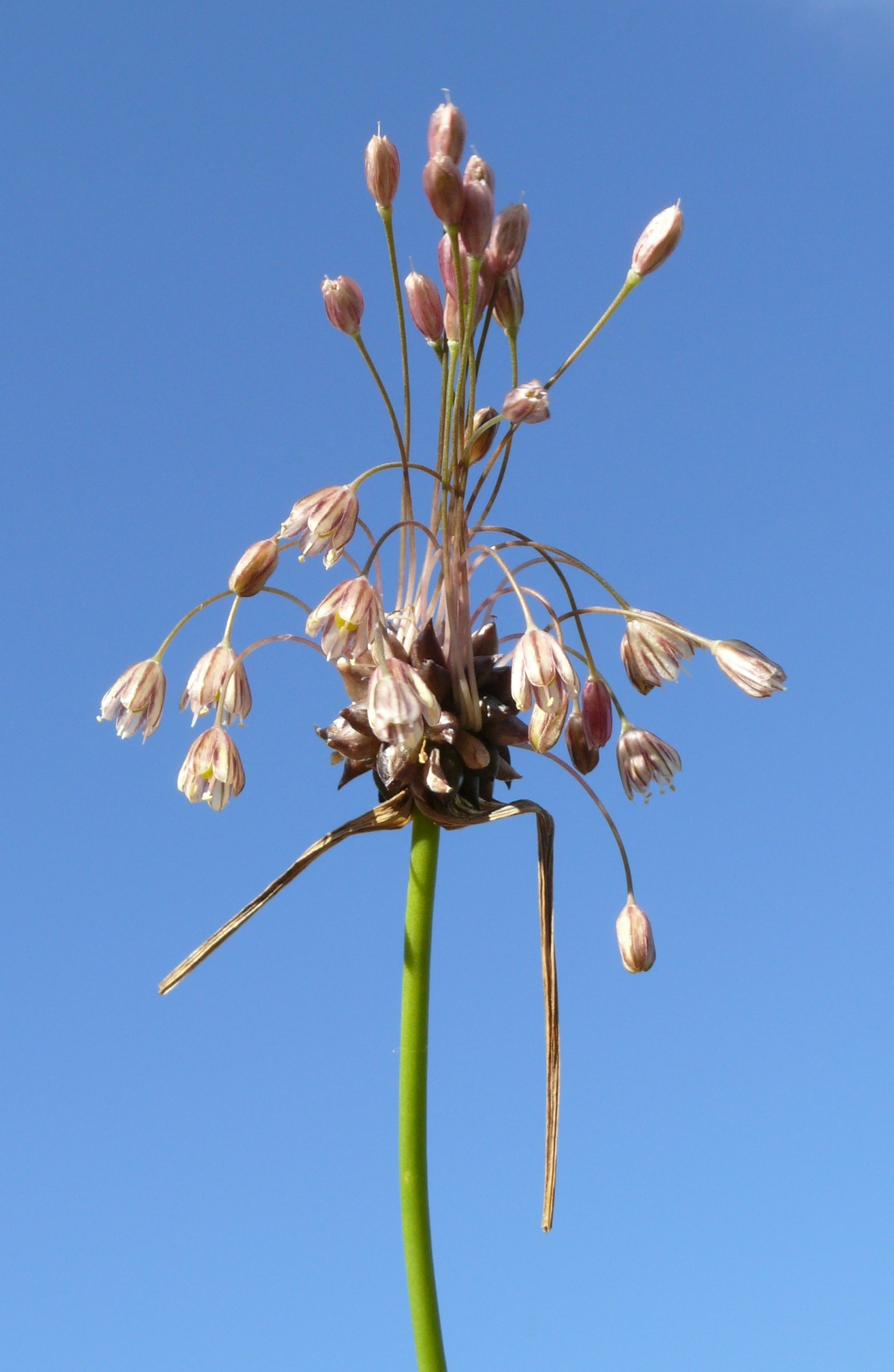
Untergattung Allium Sektion Codonoprasum: Gemüse-Lauch (Allium oleraceum)

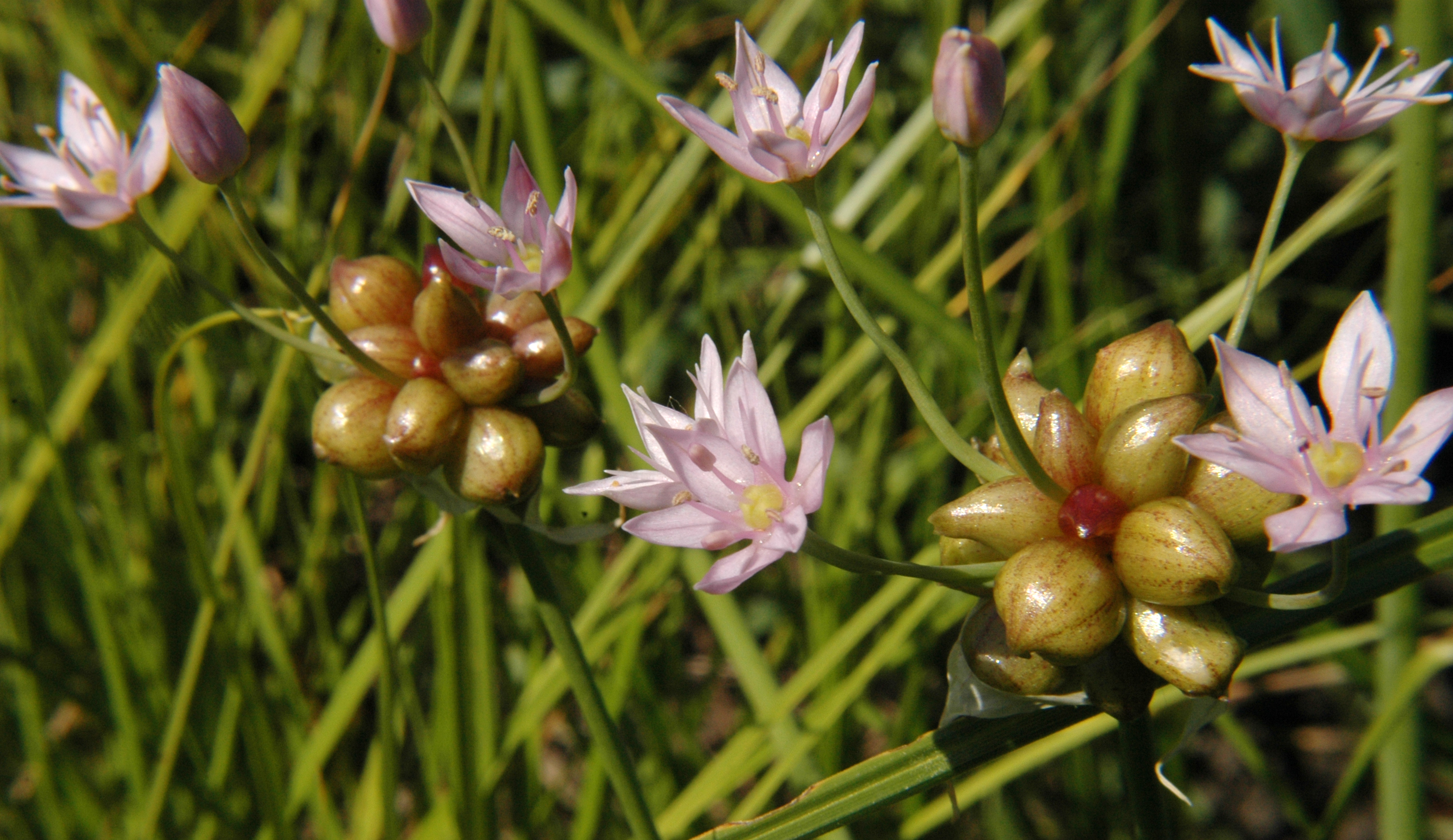
Untergattung Amerallium Sektion Amerallium: Blütenstand von Allium canadense mit Blüten und Brutzwiebelchen

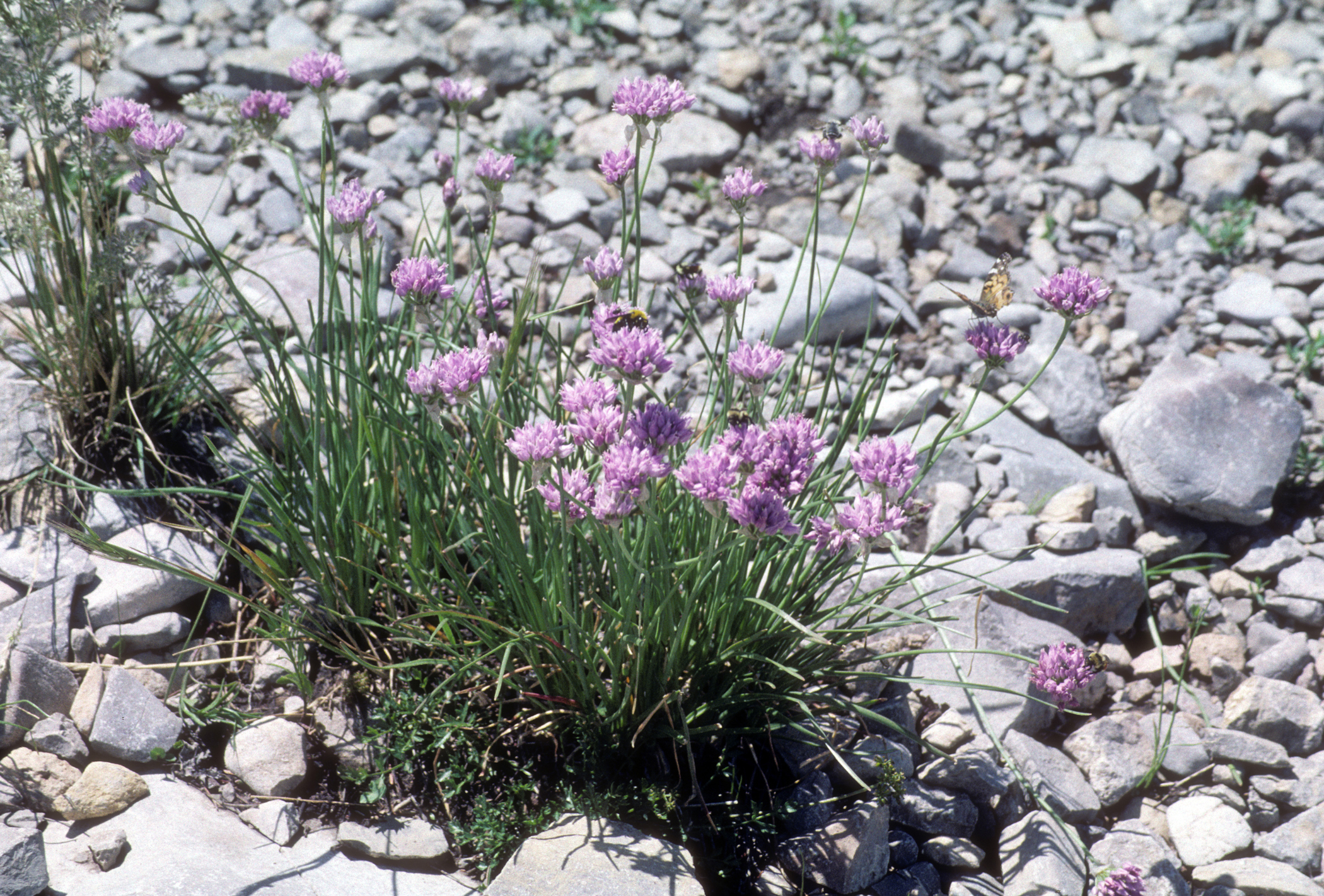
Untergattung Amerallium Sektion Amerallium: Allium geyeri

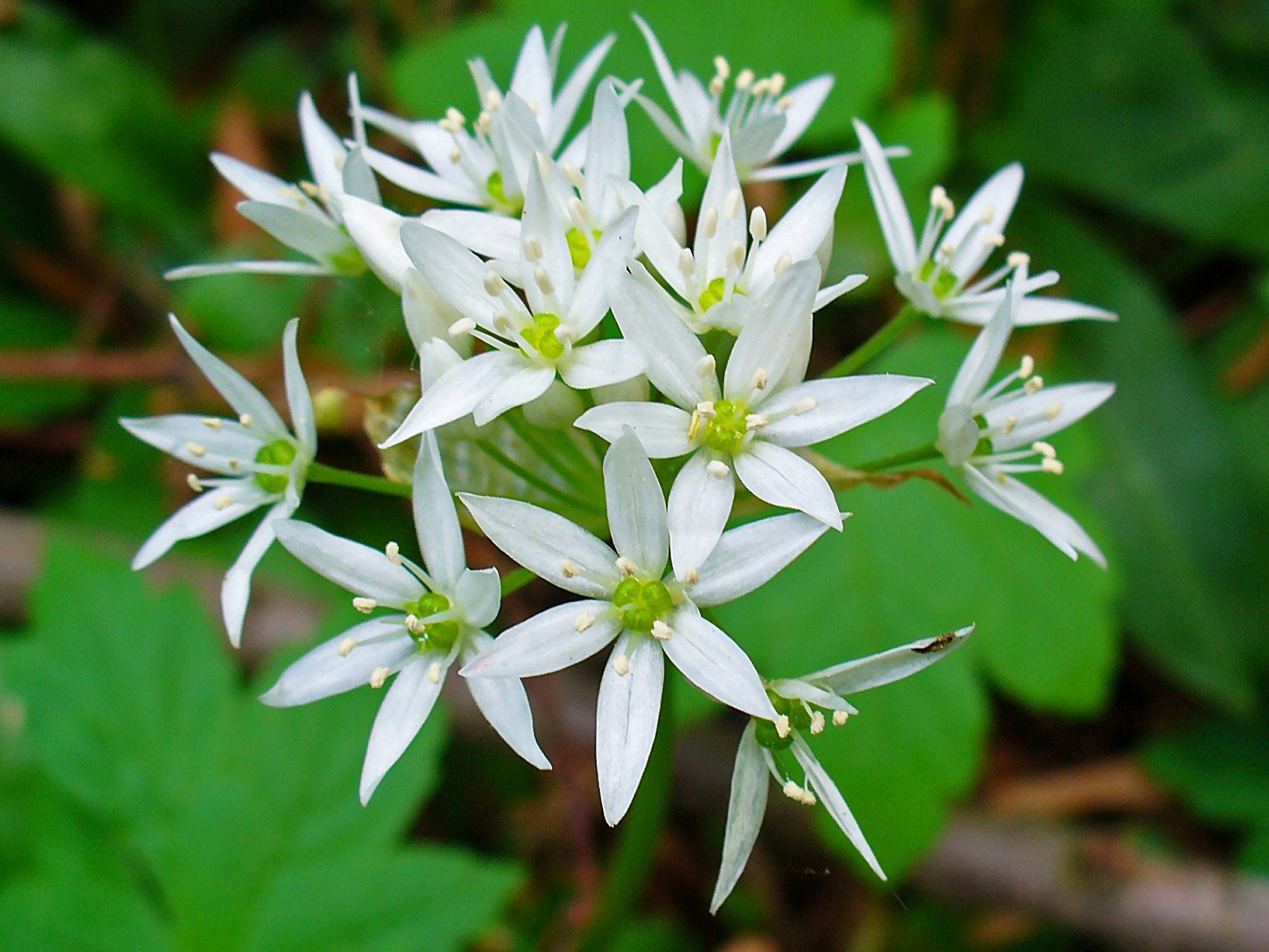
Untergattung Amerallium Sektion Arctoprasum: Bärlauch (Allium ursinum)

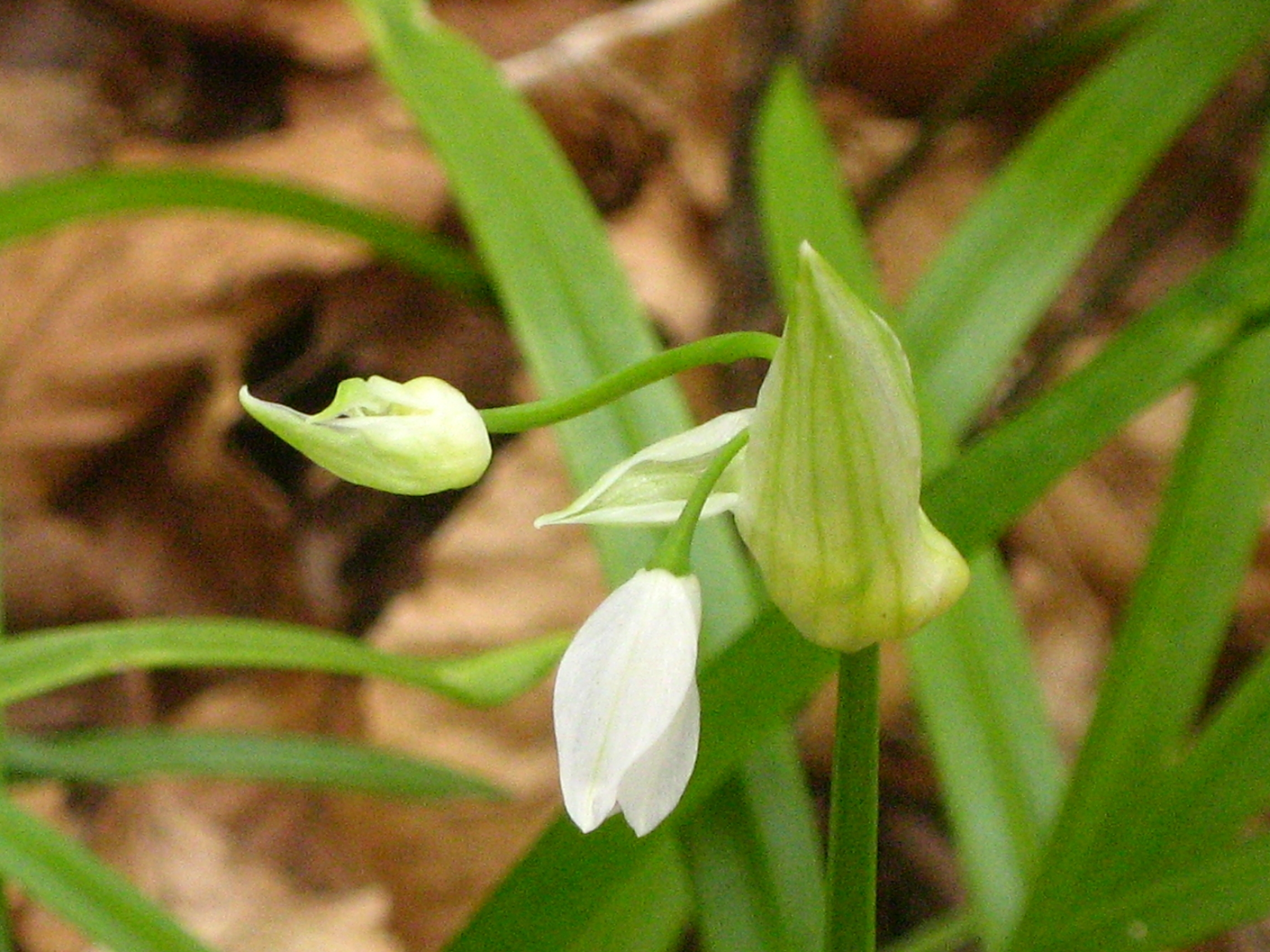
Untergattung Amerallium Sektion Briseis: Wunderlauch (Allium paradoxum)

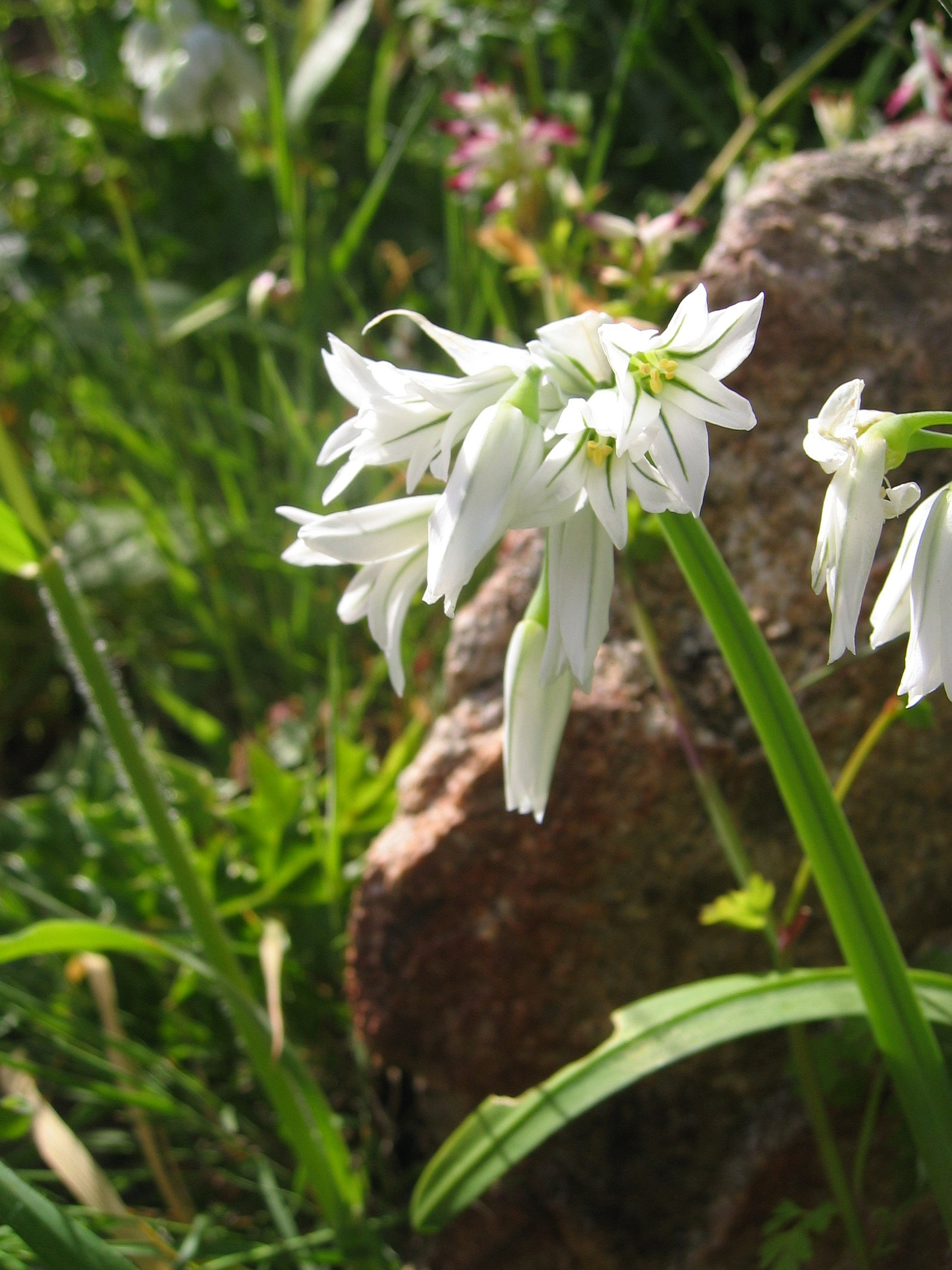
Untergattung Amerallium Sektion Briseis: Glöckchen-Lauch (Allium triquetrum)

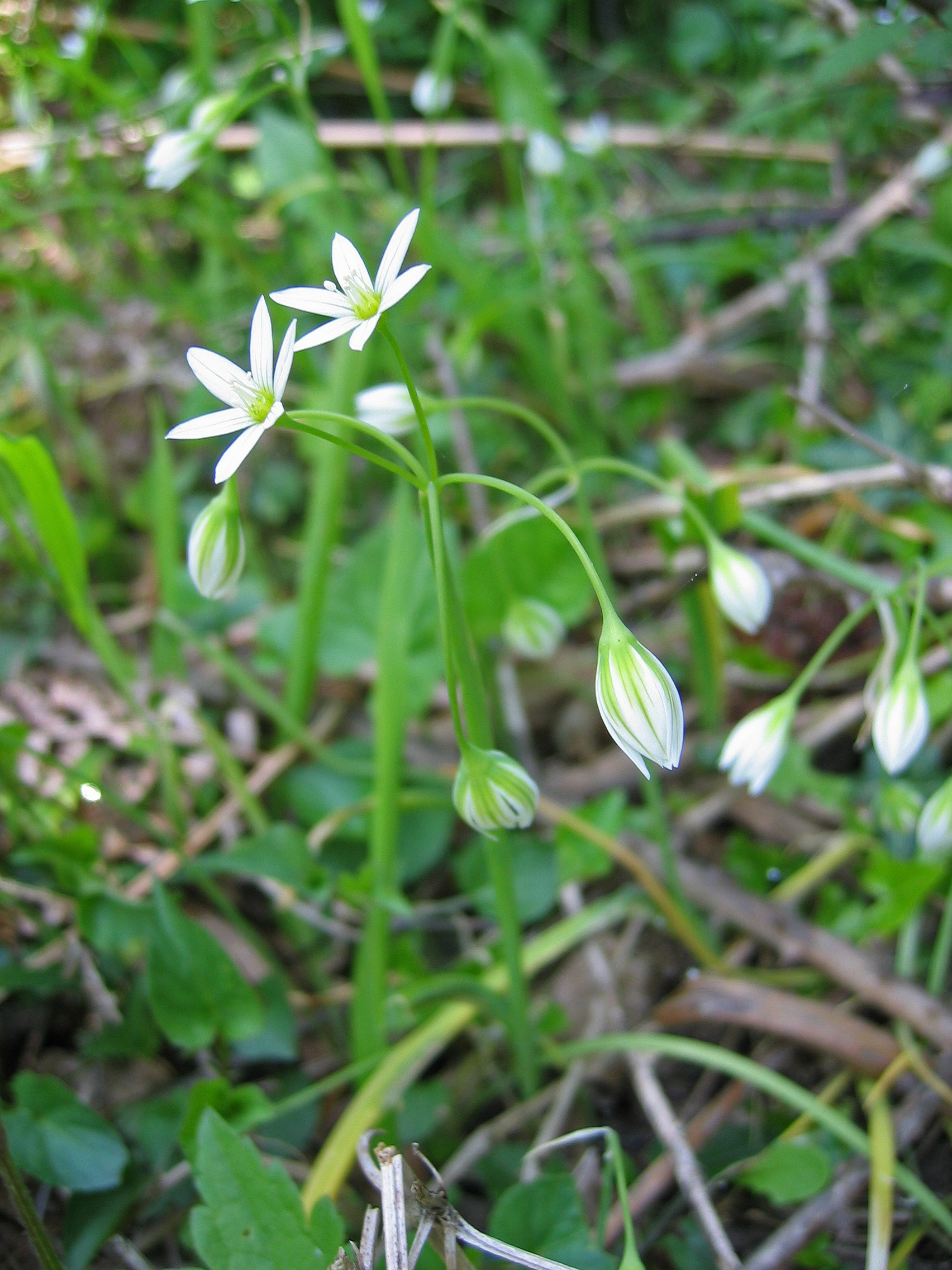
Untergattung Amerallium Sektion Bromatorrhiza: Hängender Lauch (Allium pendulinum)

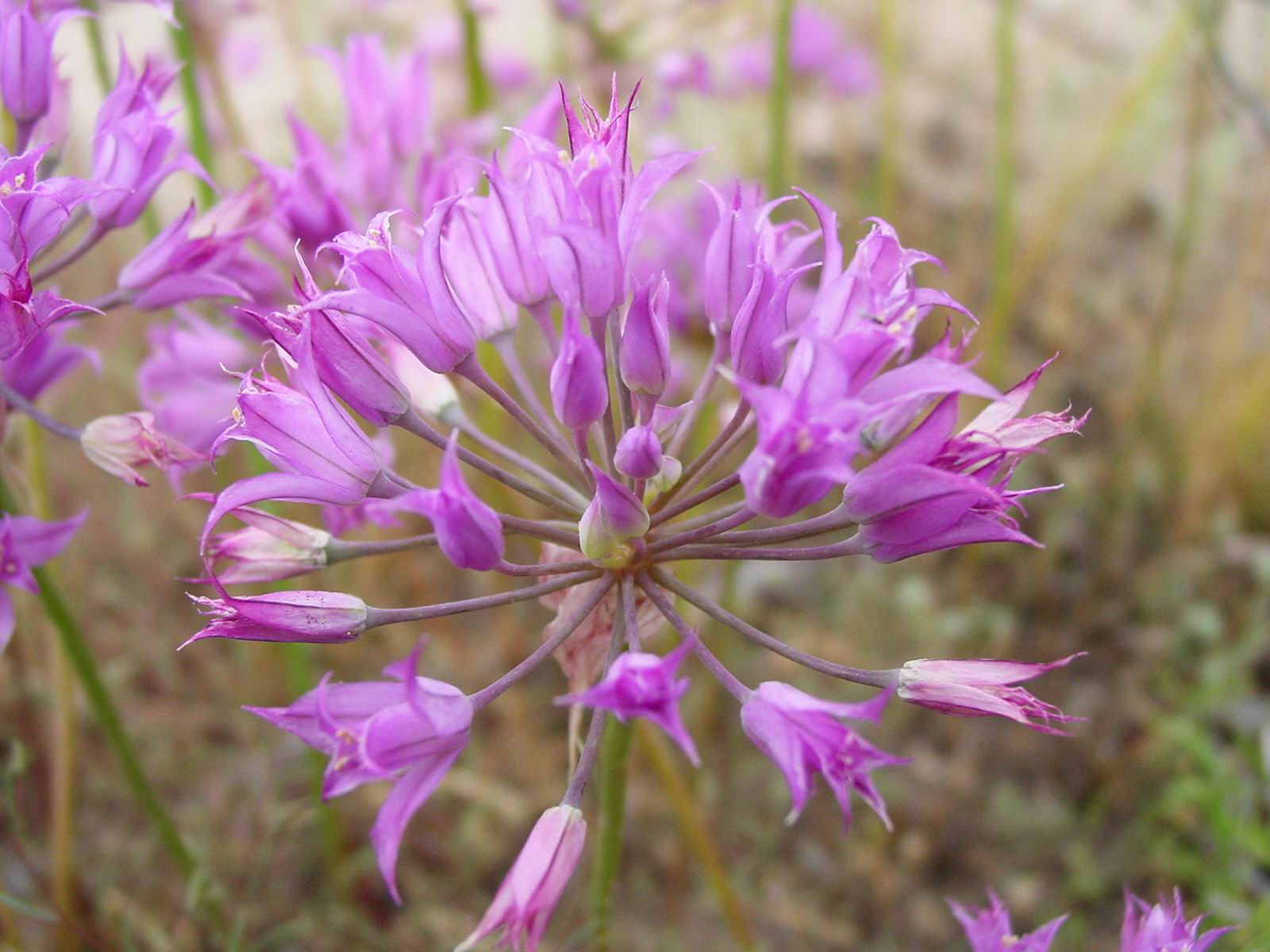
Untergattung Amerallium Sektion Lophioprasum: Blütenstand von Allium acuminatum von oben

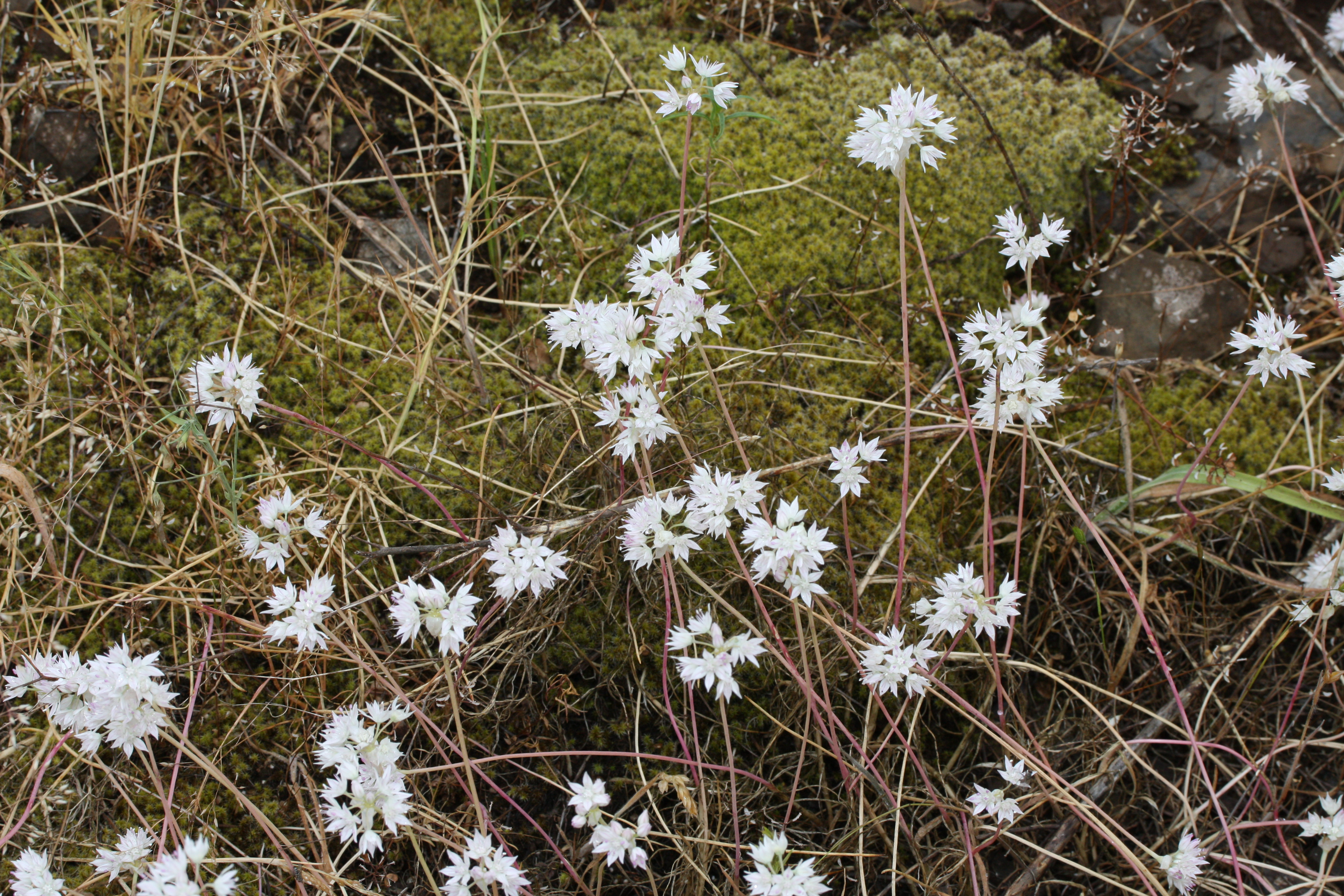
Untergattung Amerallium Sektion Lophioprasum: Bestand von Allium amplectens

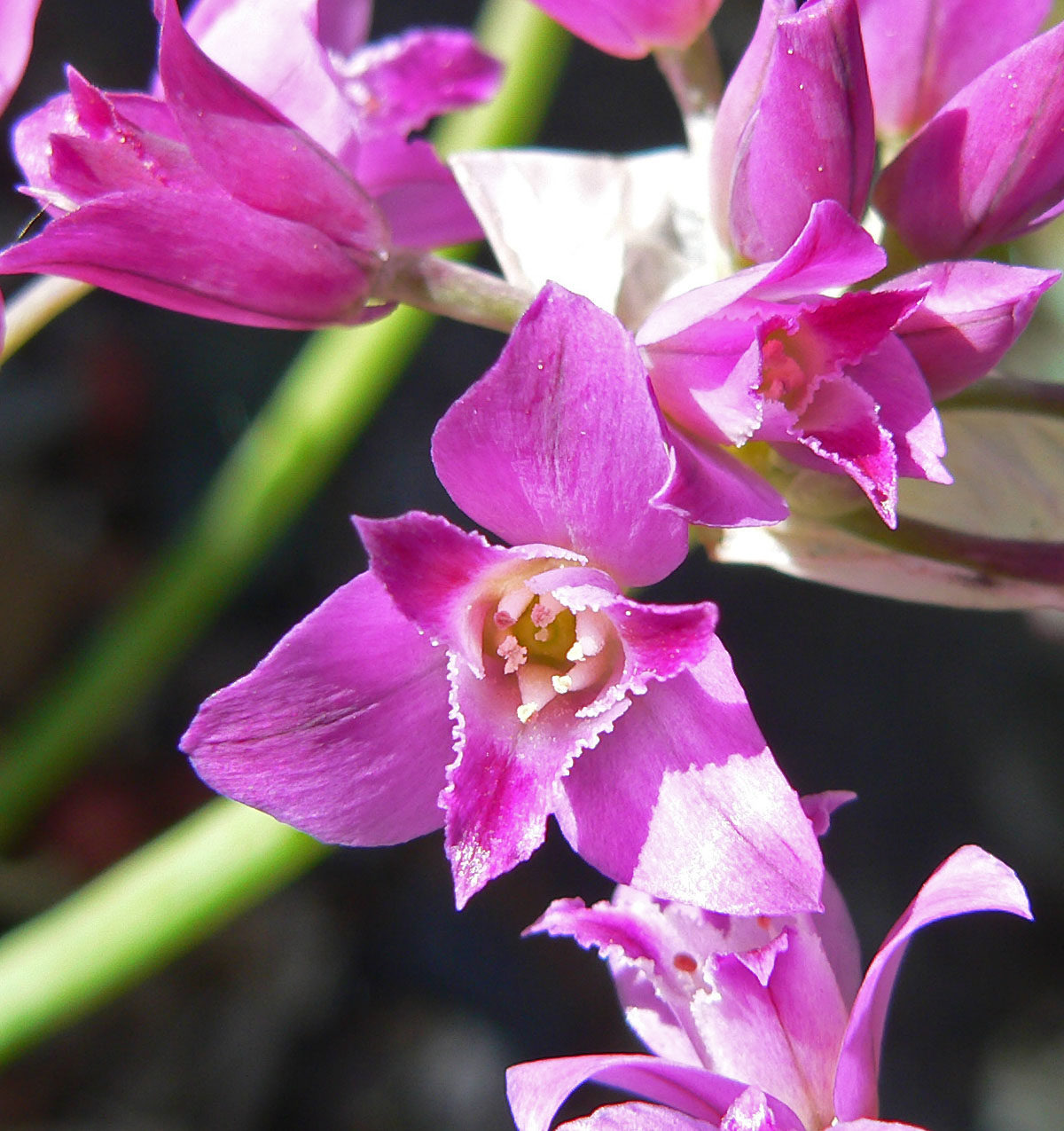
Untergattung Amerallium Sektion Lophioprasum: Blütenstand von Allium crispum mit deutlich verschiedenen Blütenhüllblättern der beiden Kreise

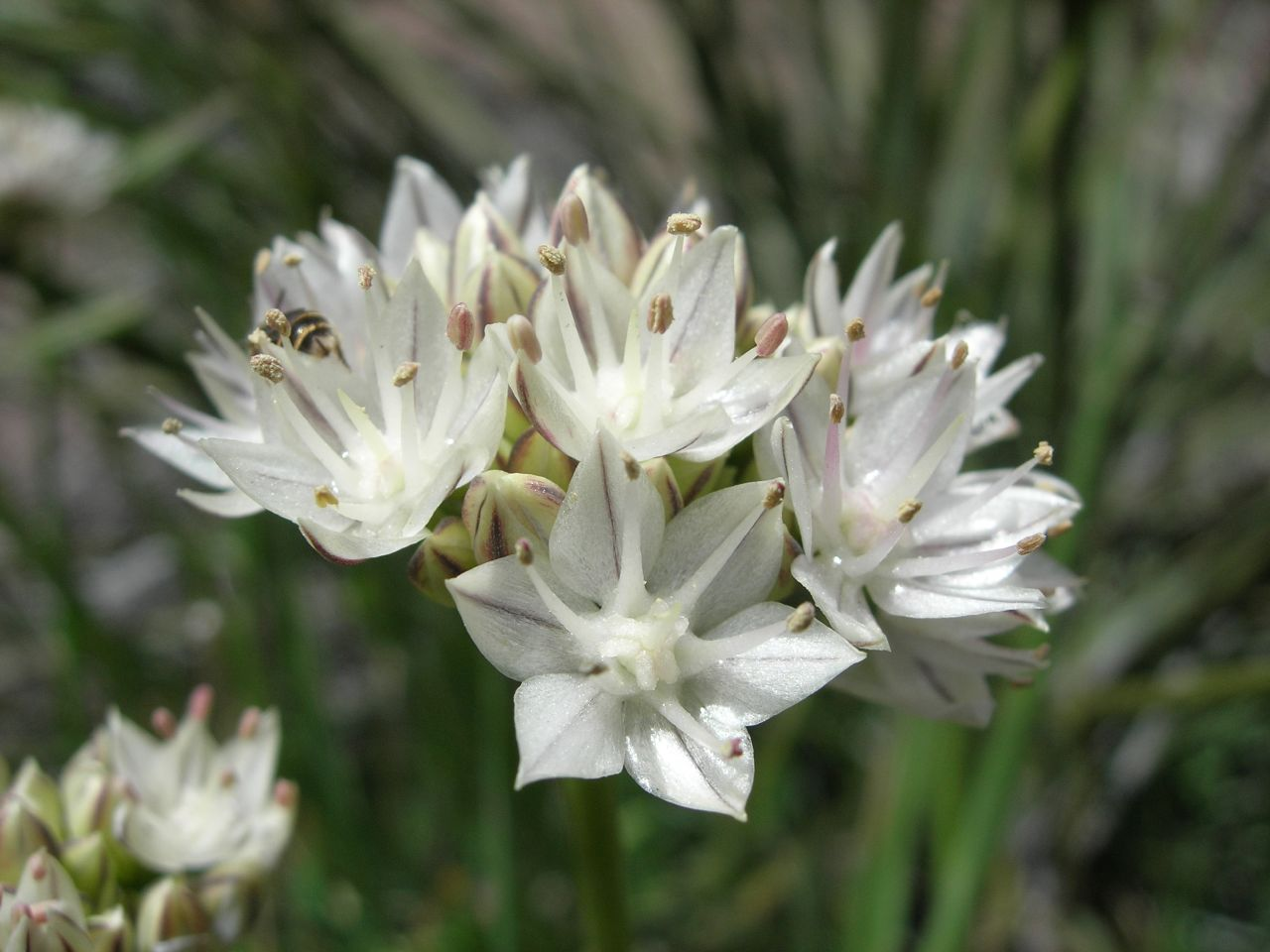
Untergattung Amerallium Sektion Lophioprasum: Blütenstand von Allium haematochiton

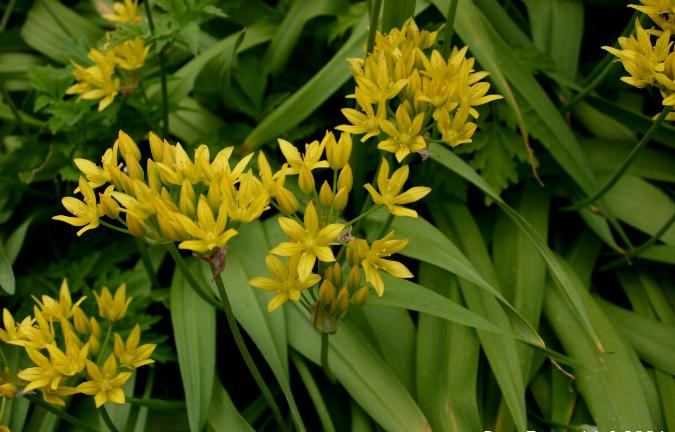
Untergattung Amerallium Sektion Molium: Gold-Lauch (Allium moly)

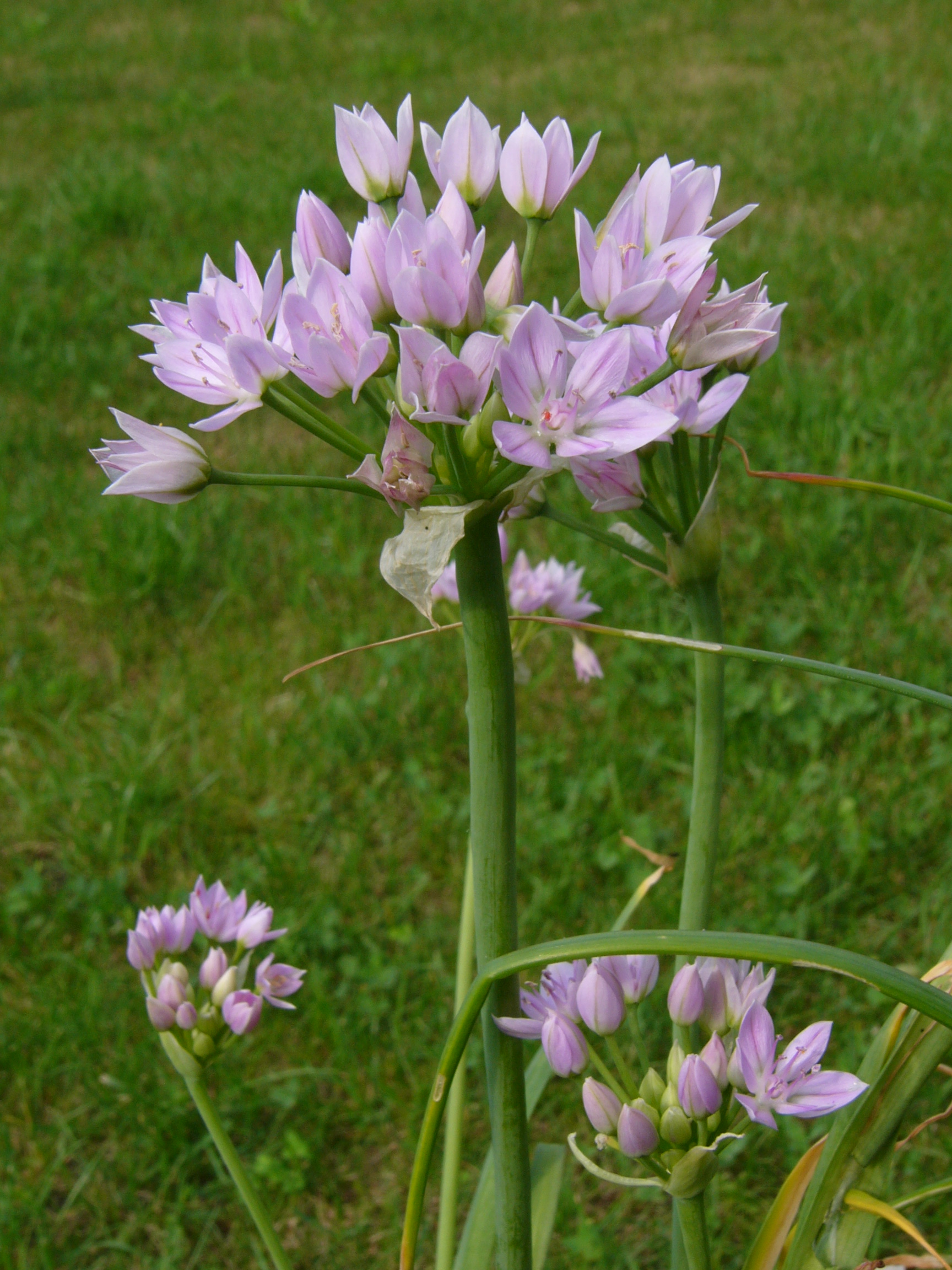
Untergattung Amerallium Sektion Molium: Rosen-Lauch (Allium roseum)

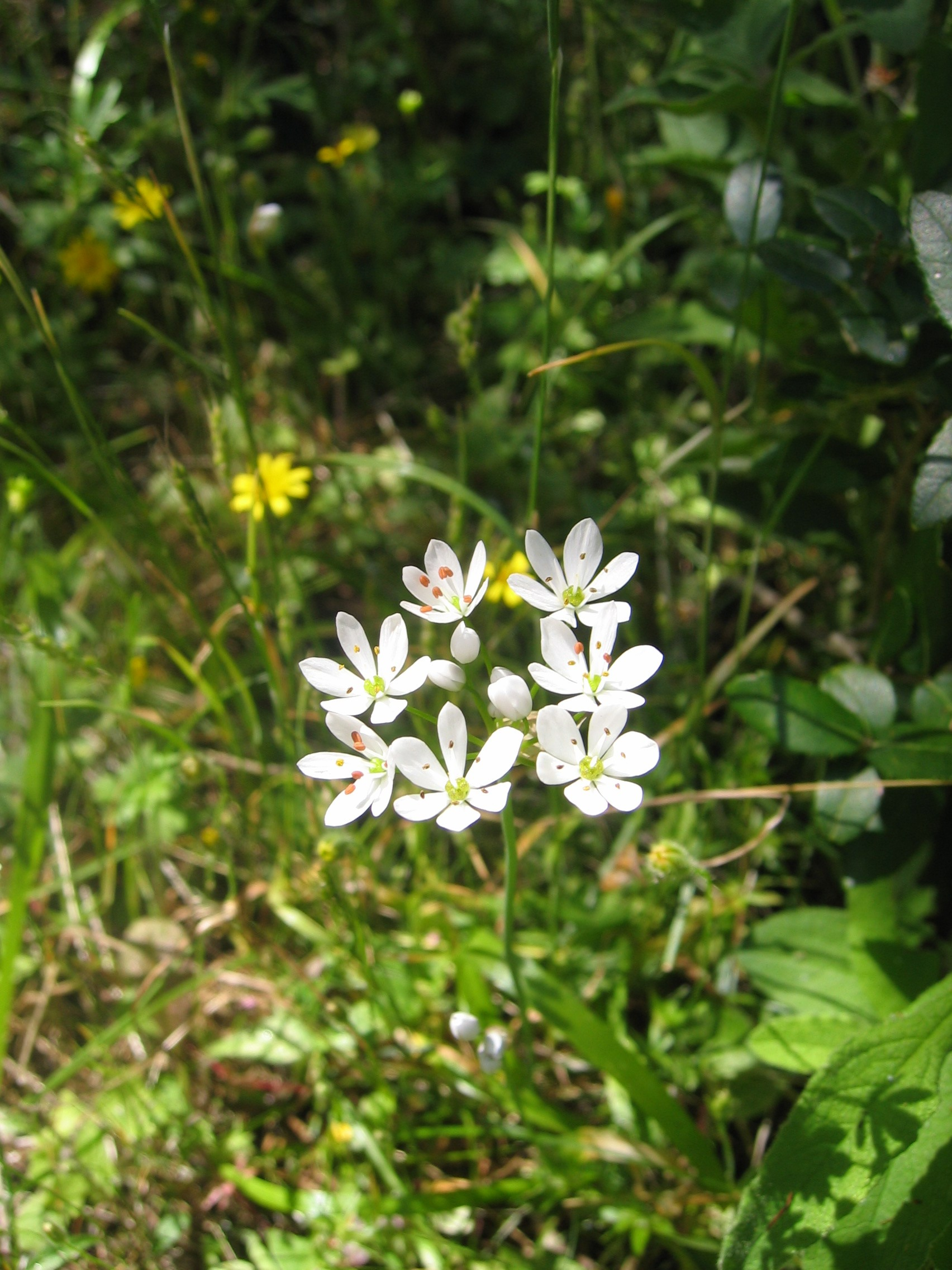
Untergattung Amerallium Sektion Molium: Wimperblättriger Lauch (Allium subhirsutum)

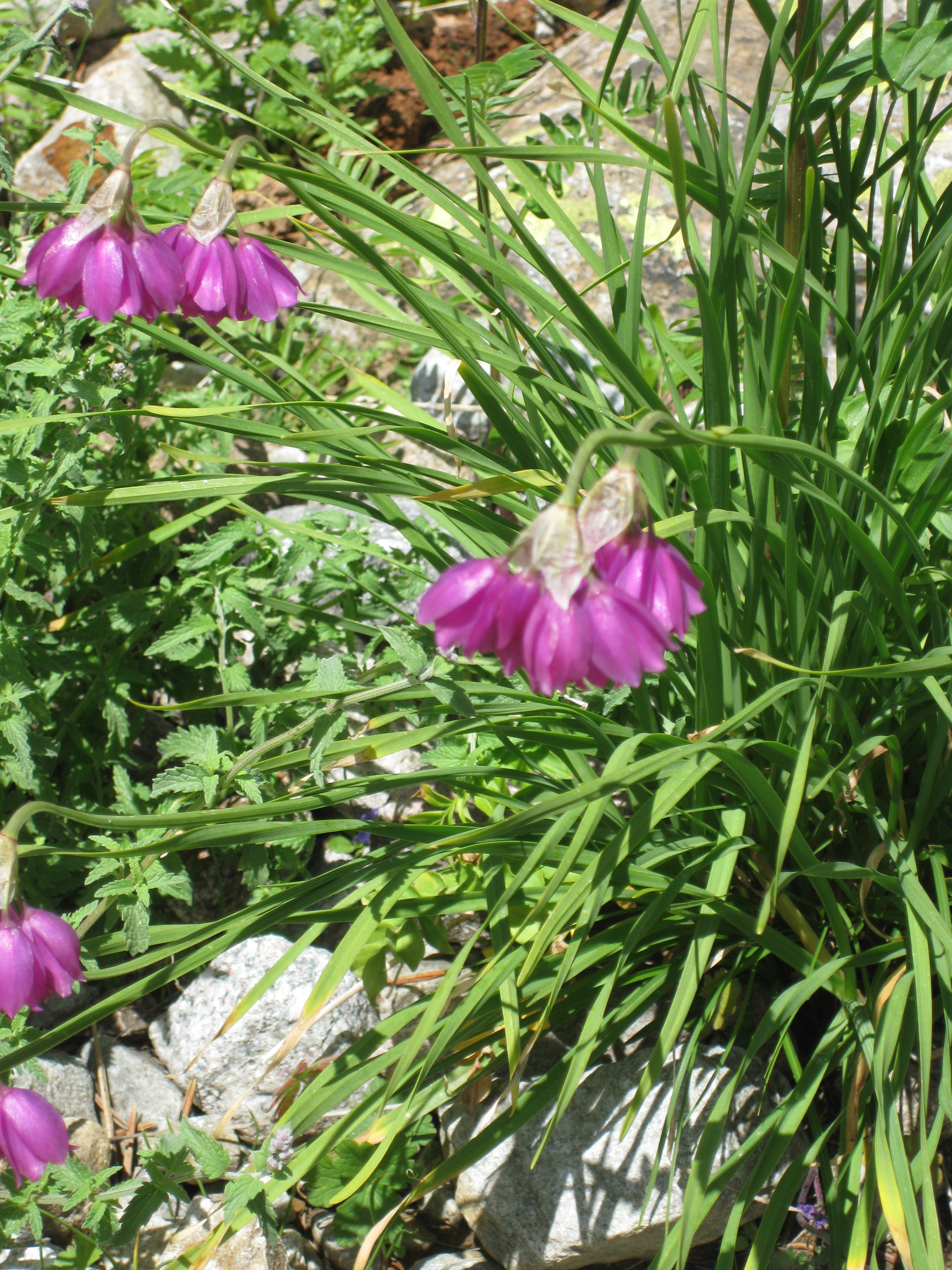
Untergattung Amerallium Sektion Narkissoprason: Südalpen-Lauch (Allium insubricum)

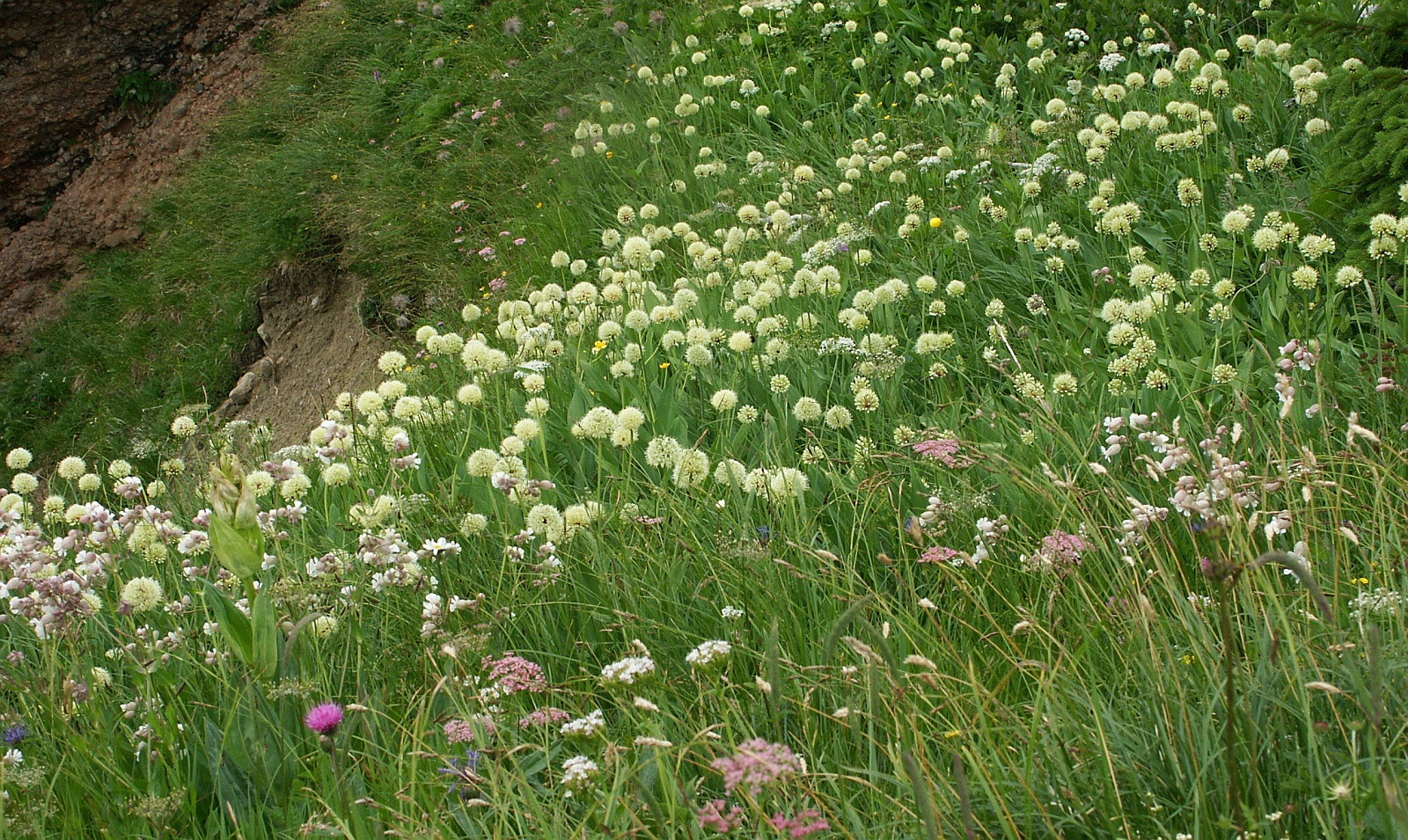
Untergattung Anguinum Sektion Anguinum: Massenbestand des Allermannsharnisch (Allium victorialis)

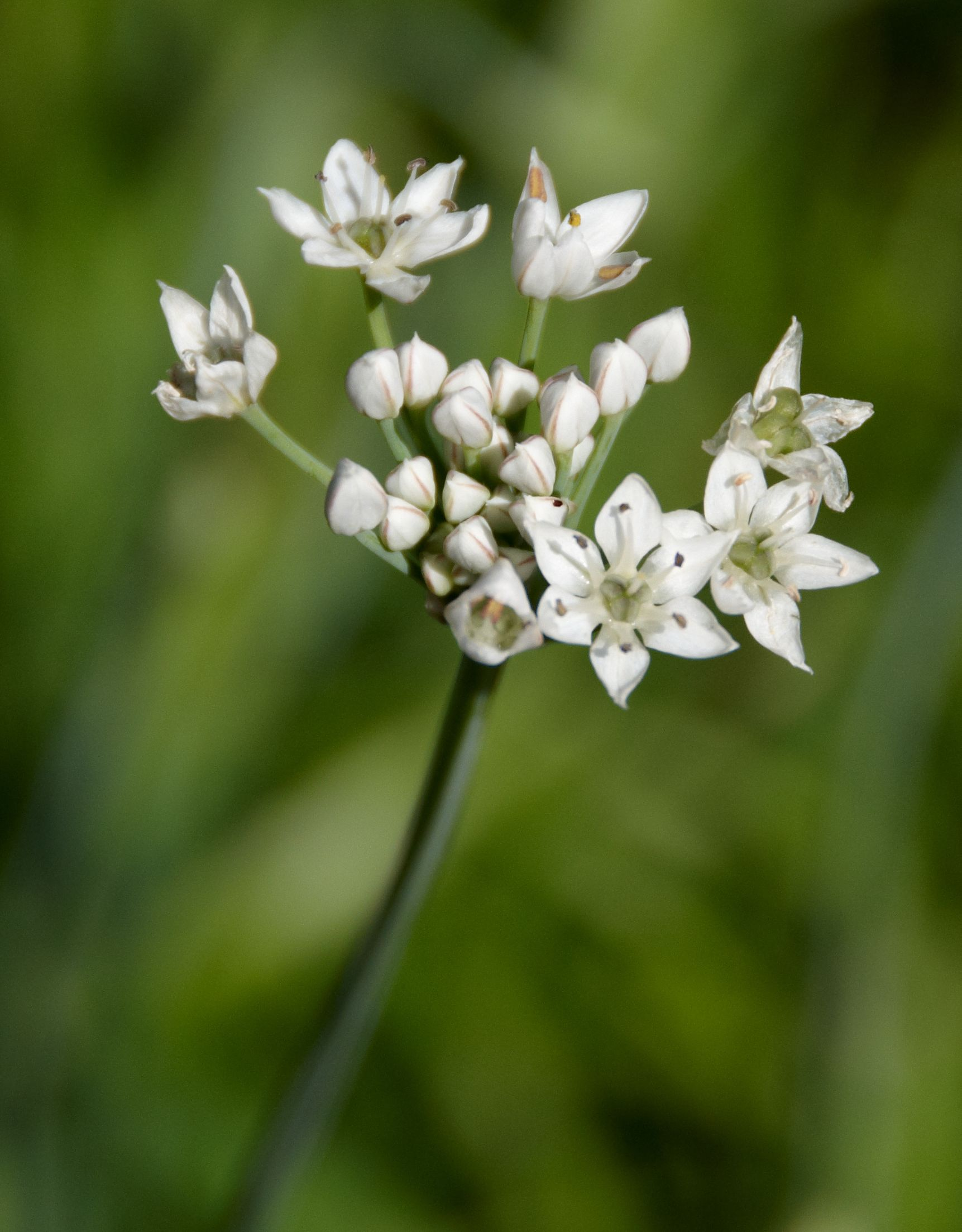
Untergattung Butomissa Sektion Butomissa: Knoblauch-Schnittlauch (Allium tuberosum)

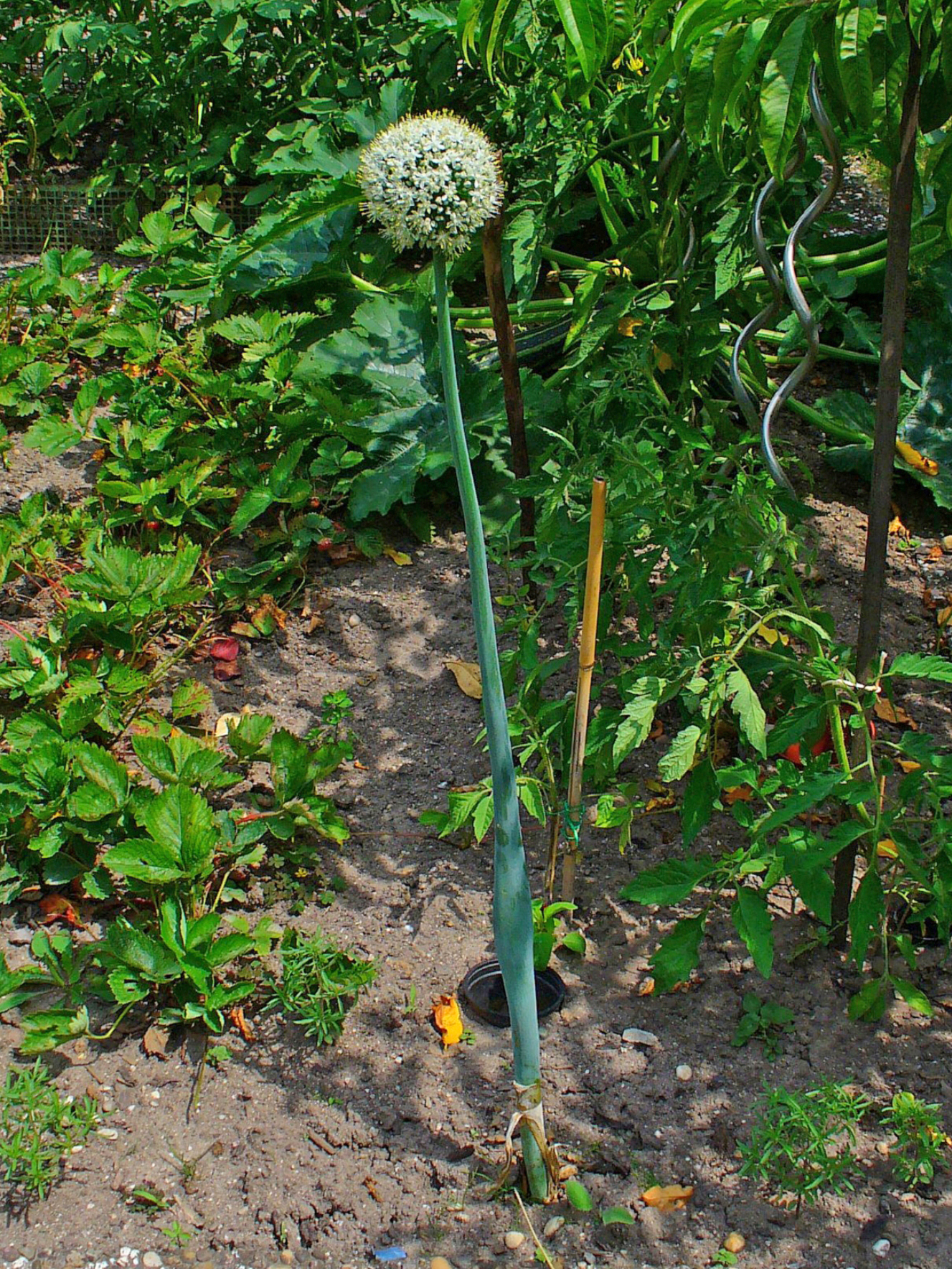
Untergattung Cepa Sektion Cepa: Küchenzwiebel (Allium cepa)

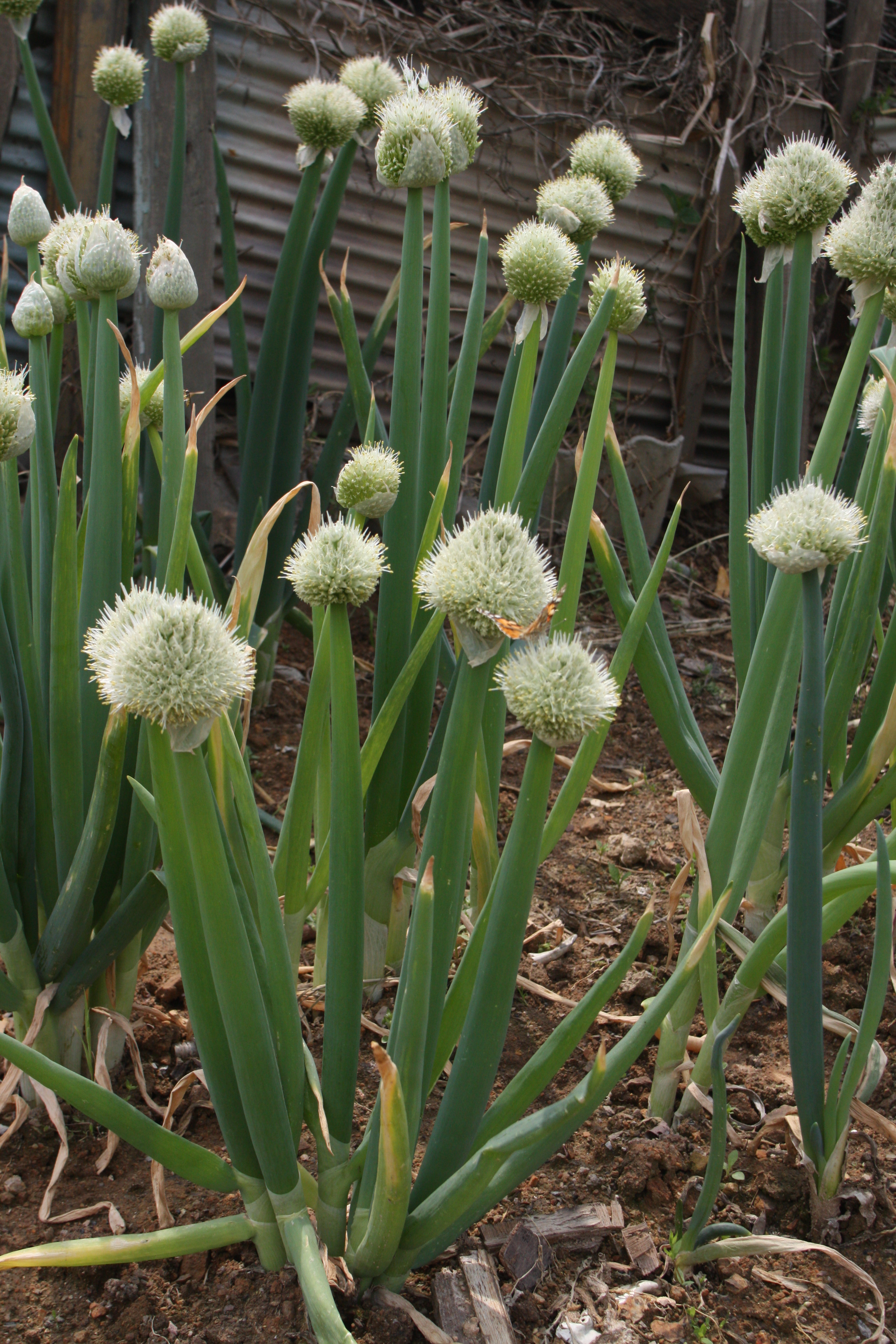
Untergattung Cepa Sektion Cepa: Winterzwiebel (Allium fistulosum)

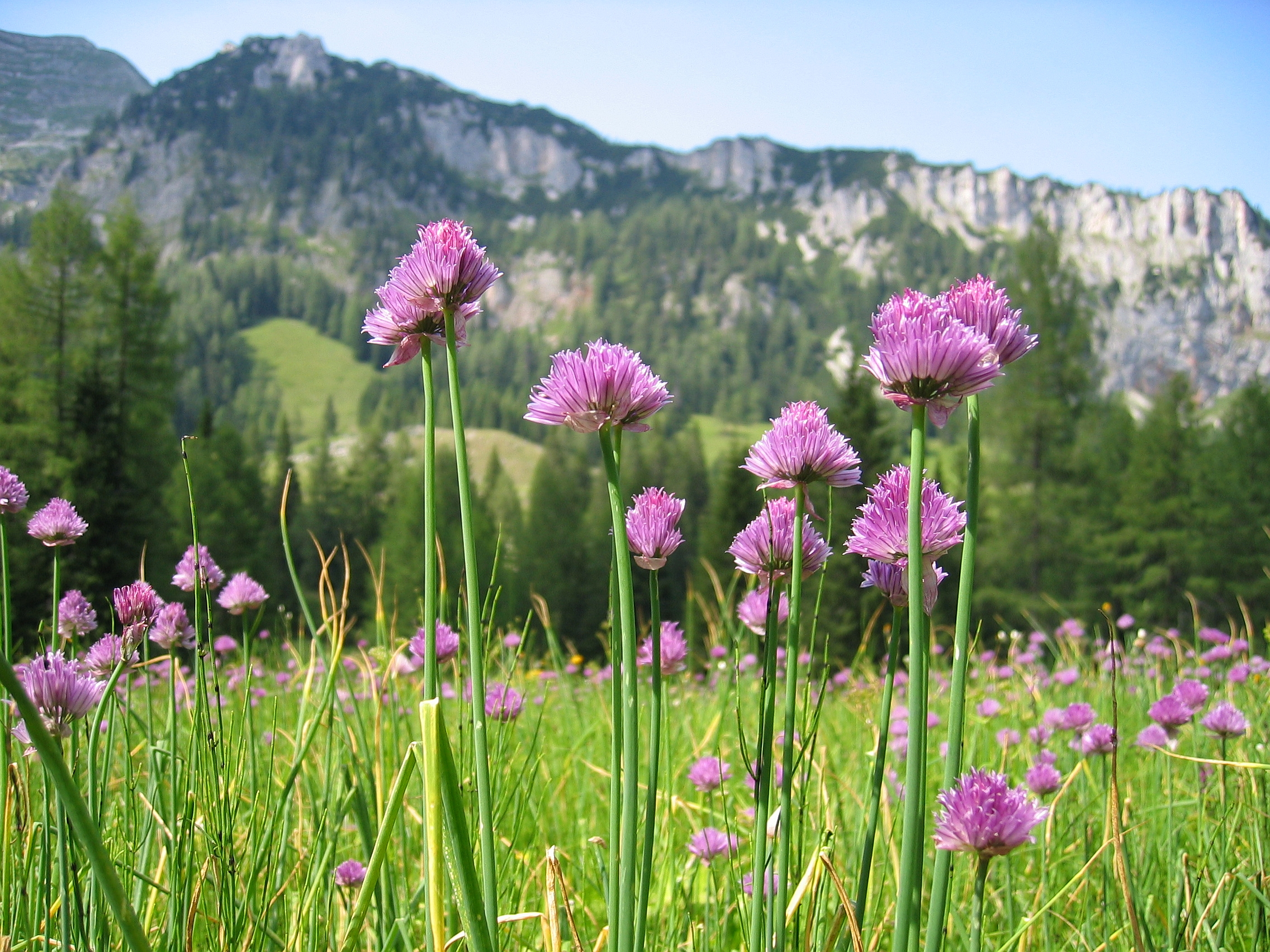
Untergattung Cepa Sektion Schoenoprasum: Schnittlauch (Allium schoenoprasum)

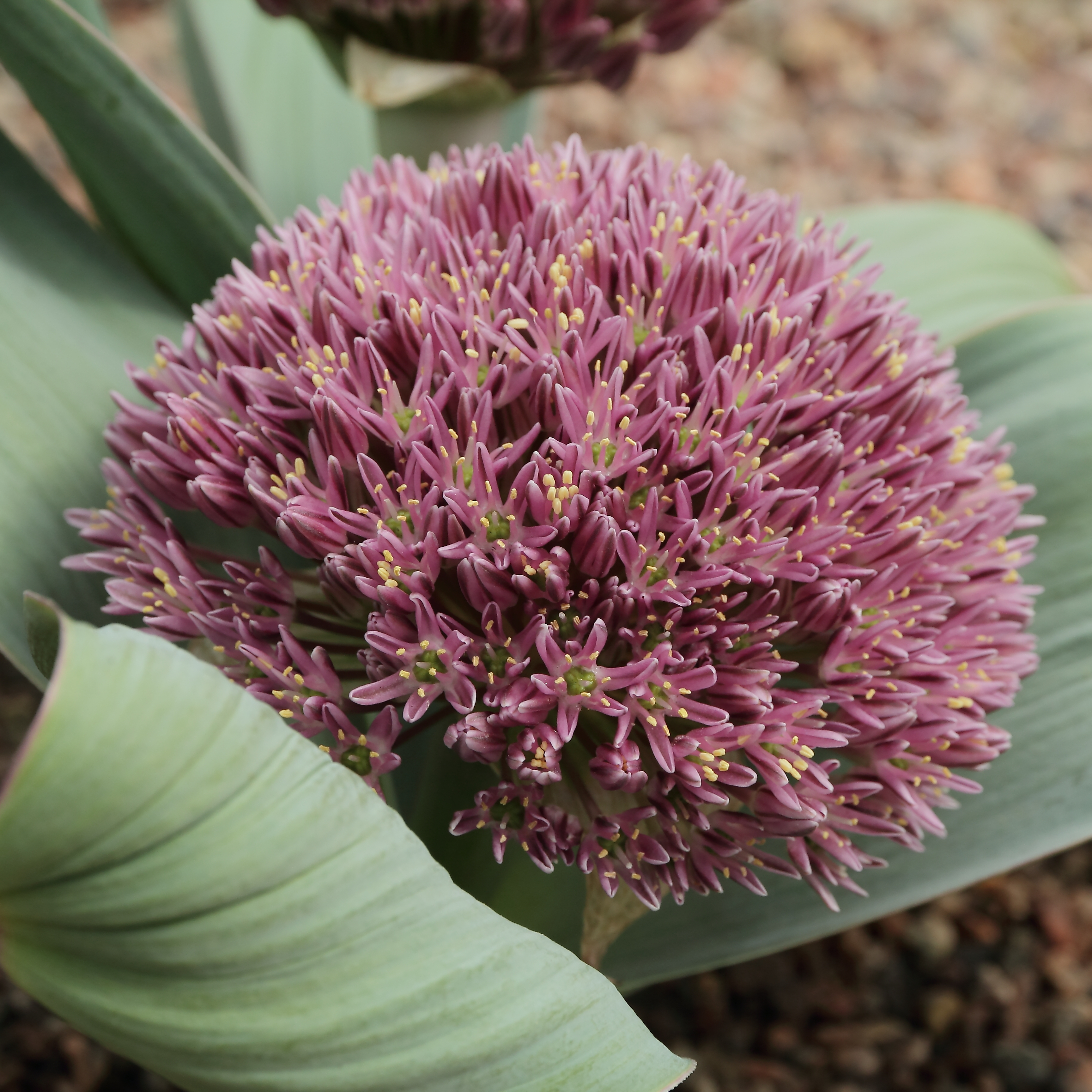
Untergattung Melanocrommyum Sektion Acanthoprason: Allium akaka

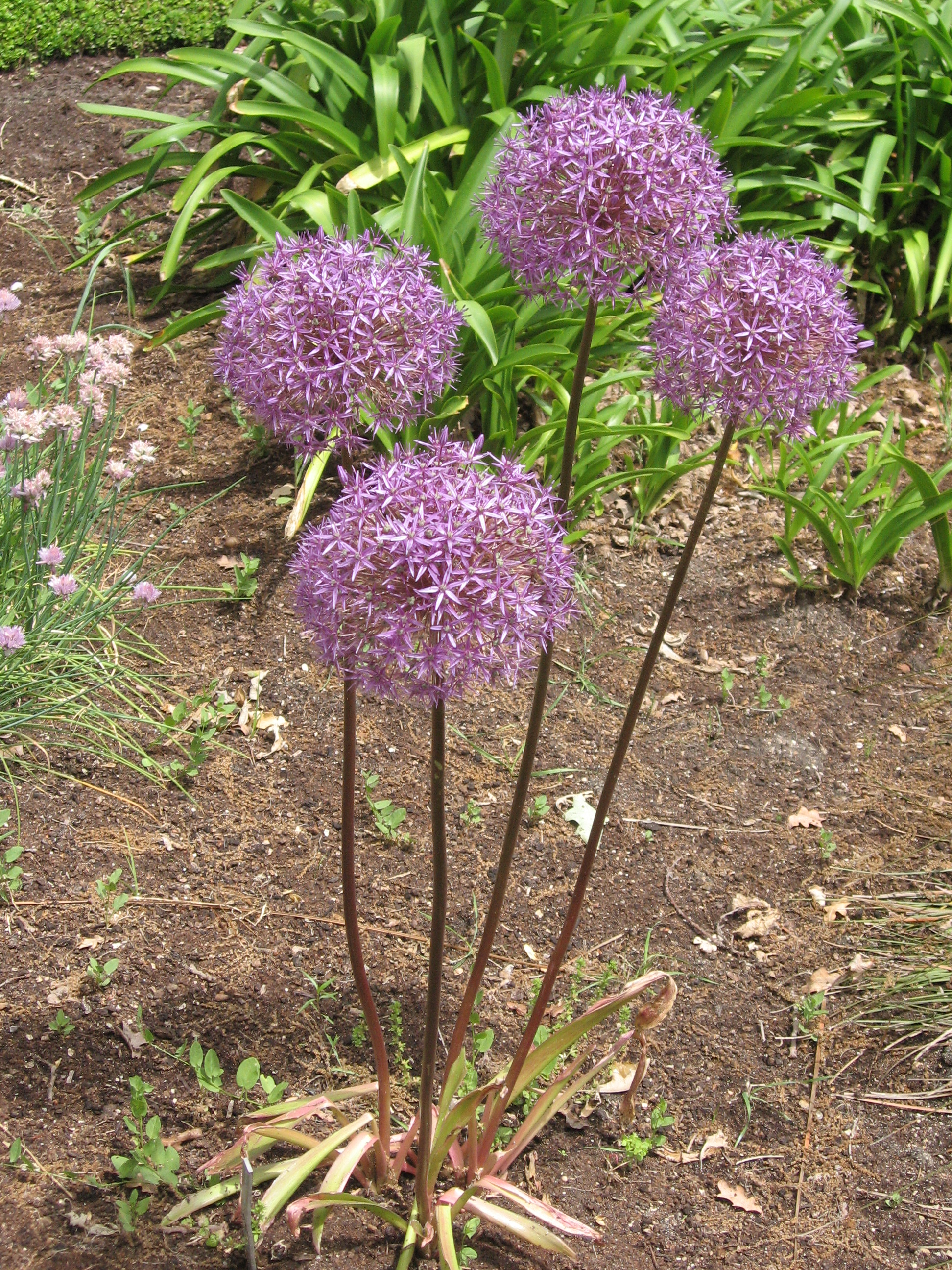
Untergattung Melanocrommyum Sektion Compactoprason: Riesen-Lauch (Allium giganteum)

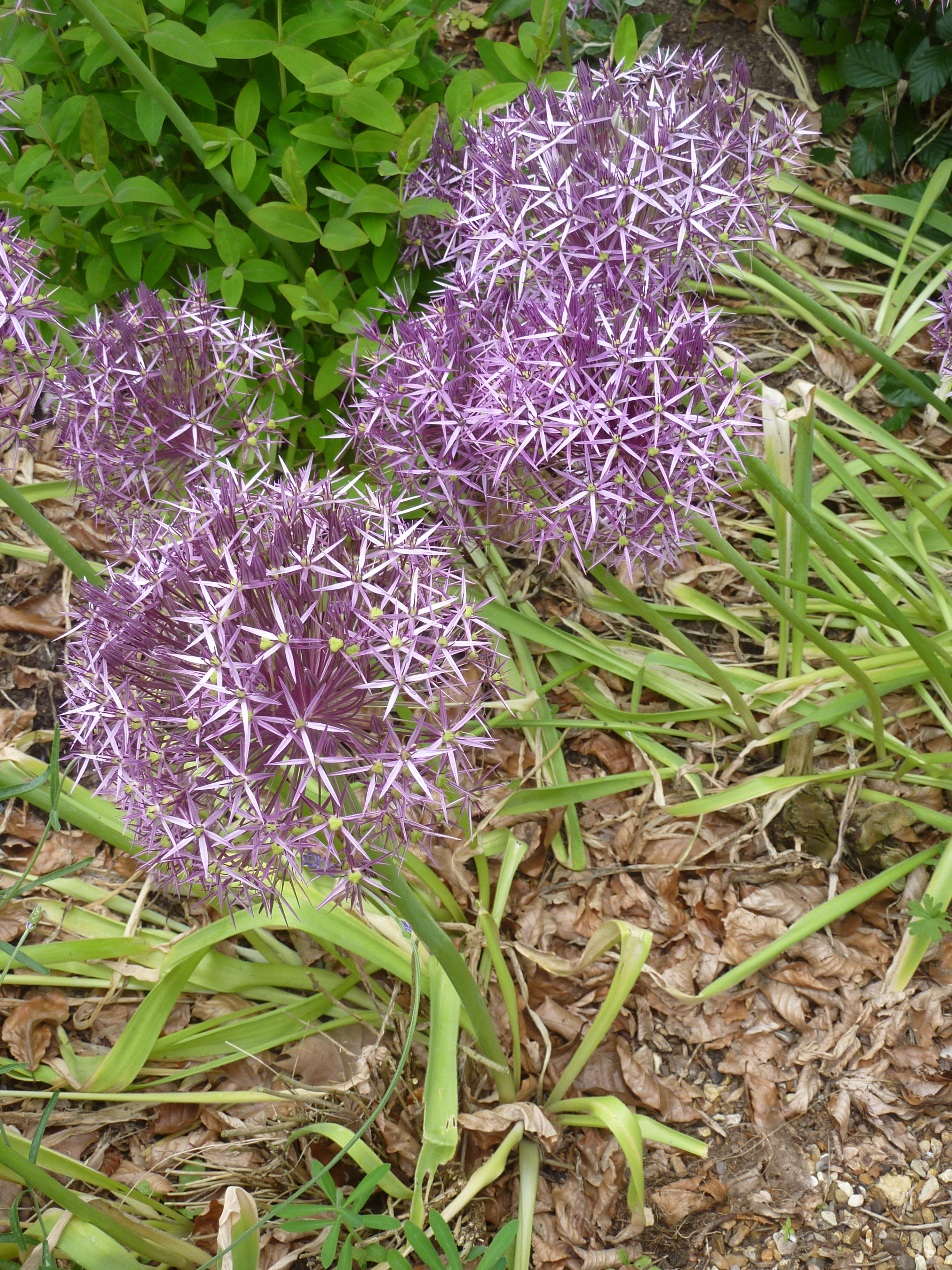
Untergattung Melanocrommyum Sektion Kaloprason: Sternkugel-Lauch (Allium cristophii)

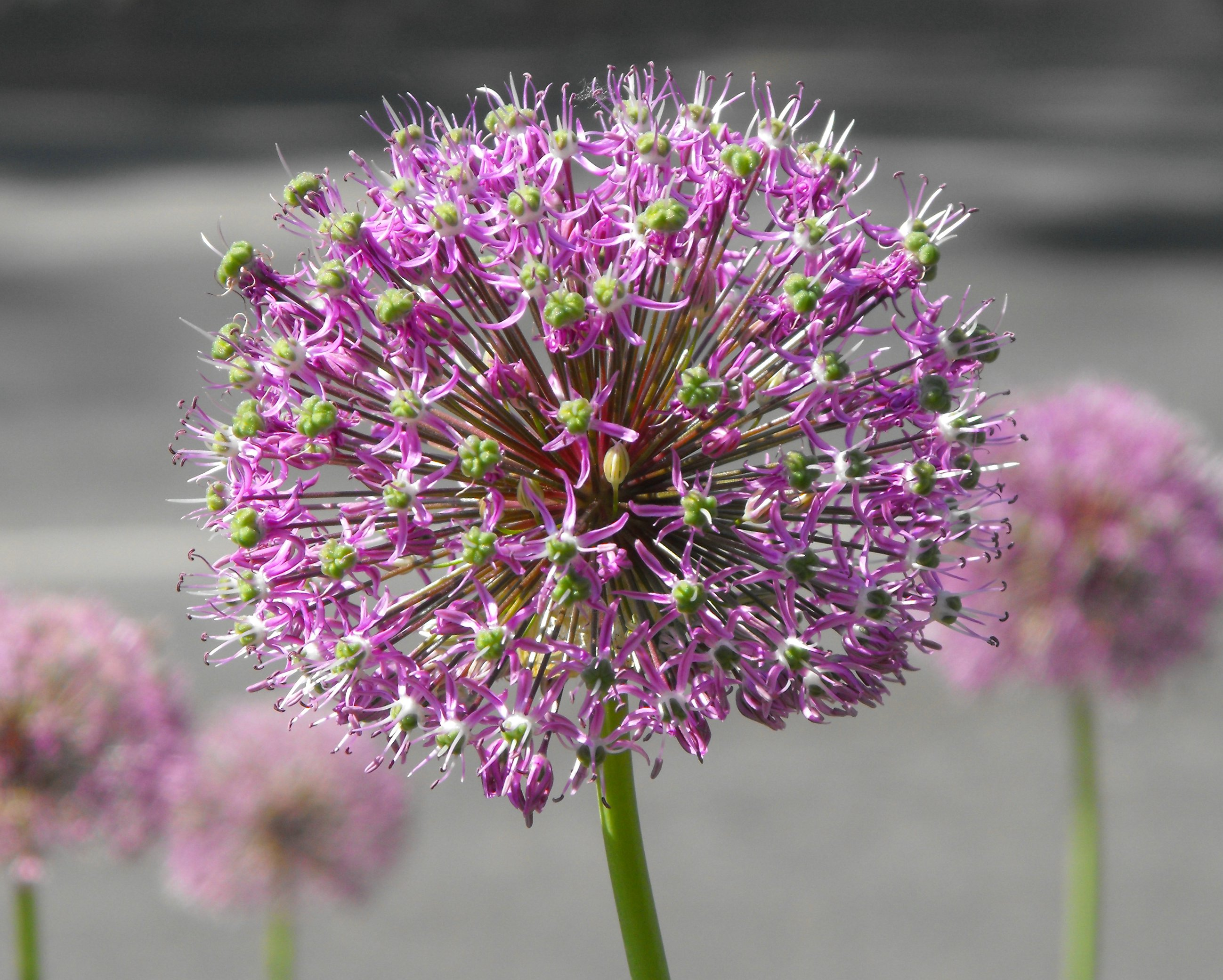
Untergattung Melanocrommyum Sektion Megaloprason: Blütenstand von Allium aflatunense

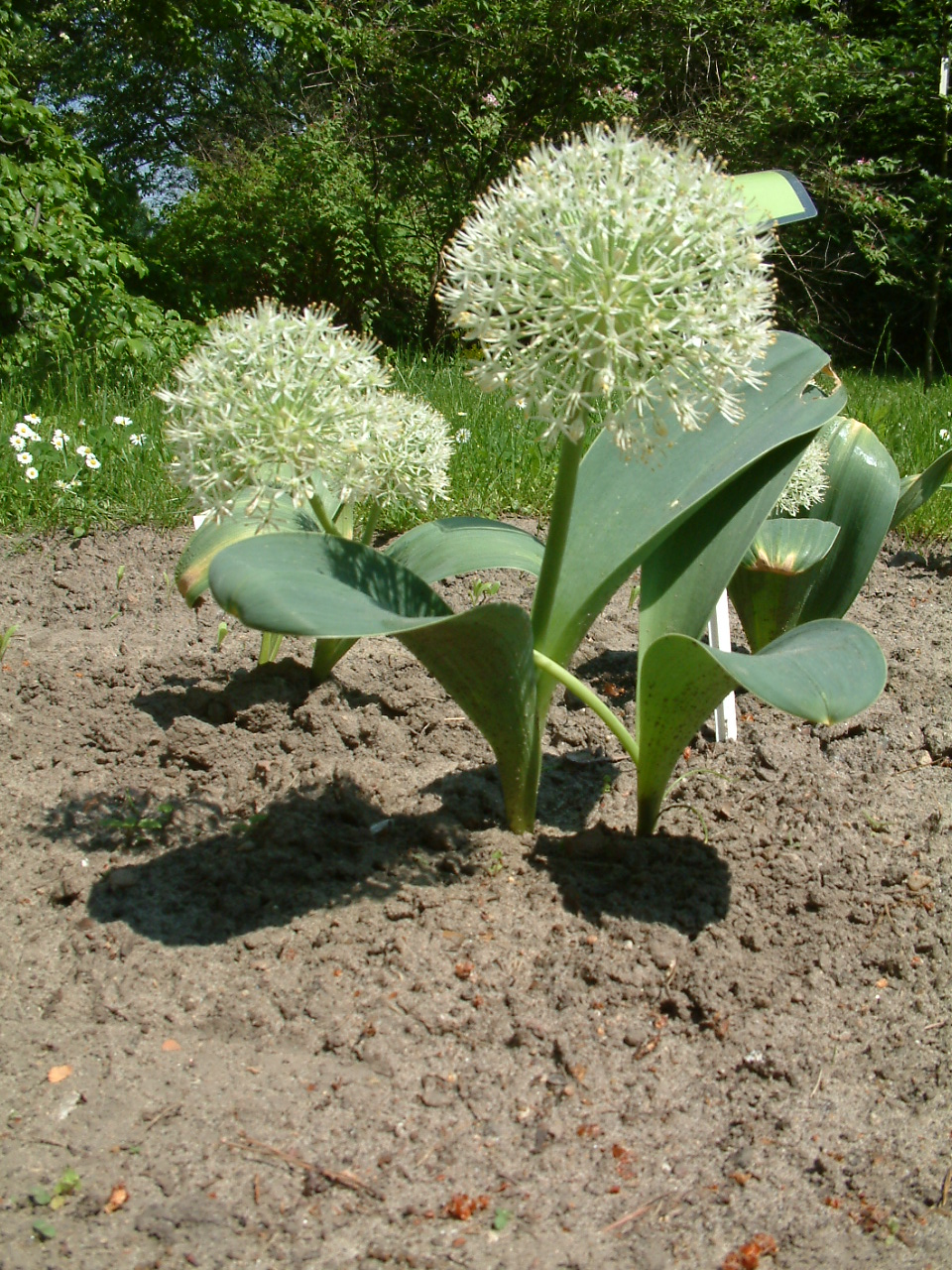
Untergattung Melanocrommyum Sektion Miniprason: Habitus und Blütenstand von Allium karataviense

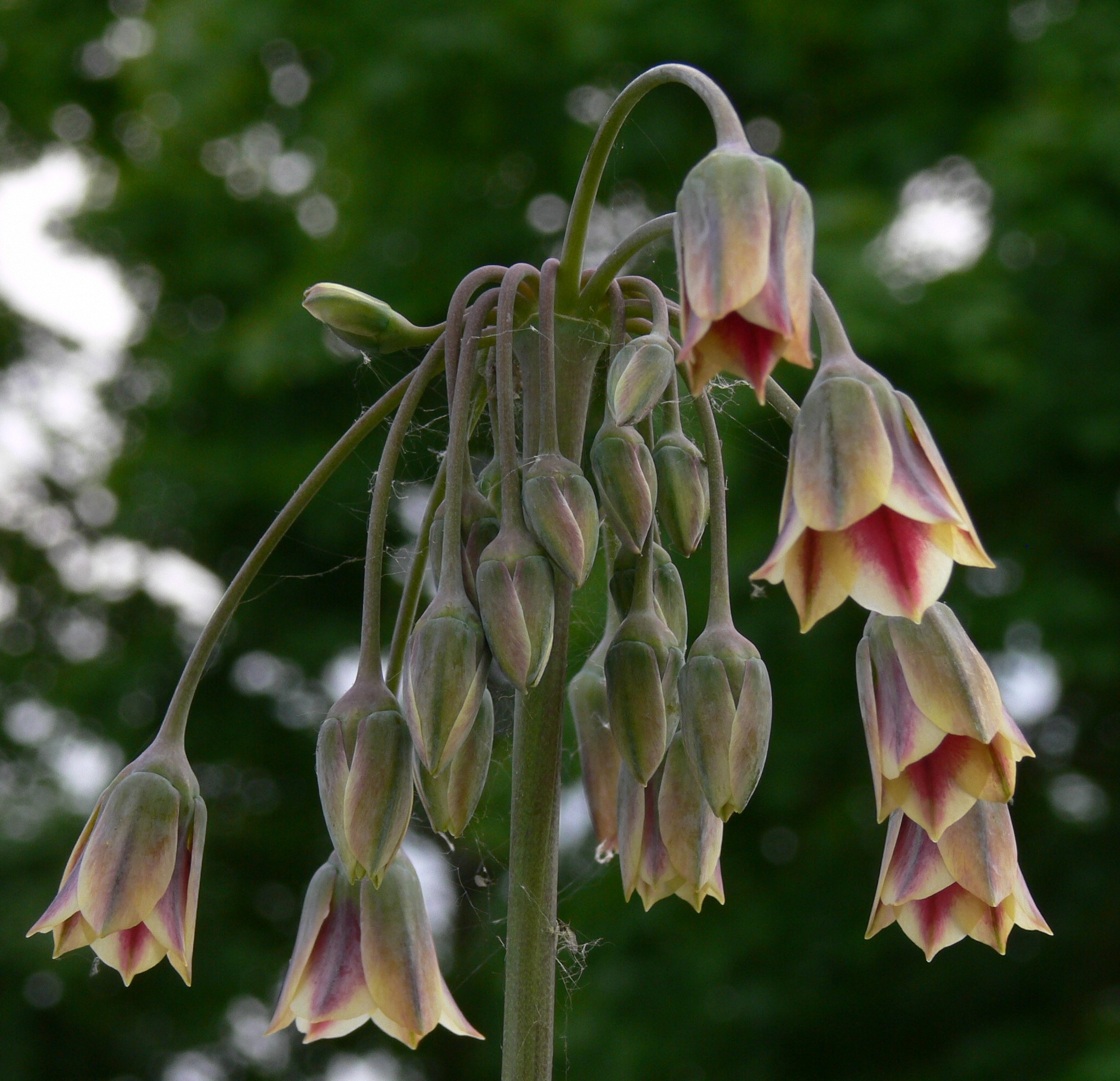
Untergattung Nectaroscordum Sektion Nectaroscordum: Sizilianischer Honiglauch (Allium siculum)

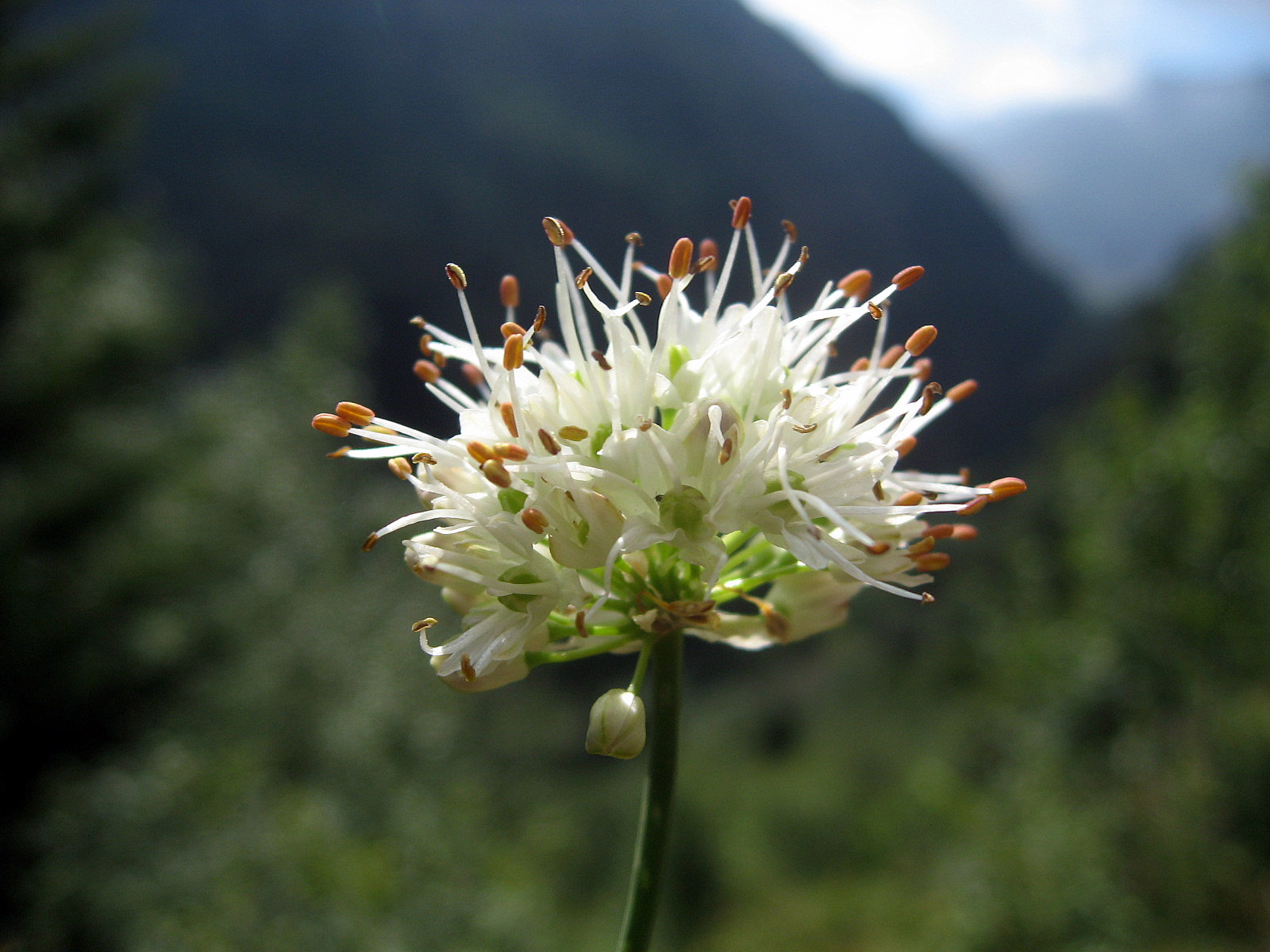
Untergattung Polyprason Sektion Daghestanica: Blütenstand von Allium ericetorum mit weit über die weißen Blütenhüllblätter ragenden Staubblättern

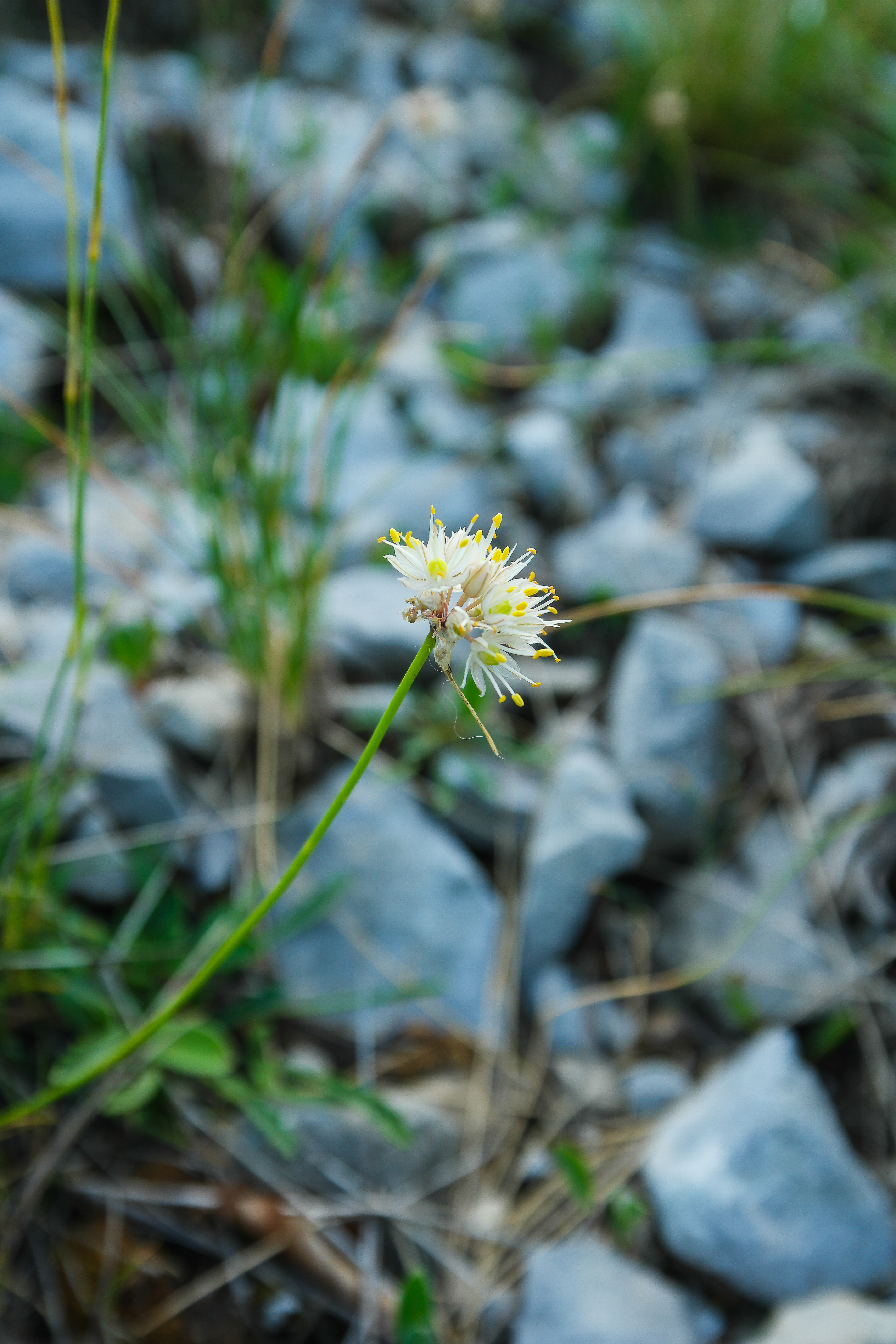
Untergattung Polyprason Sektion Oreiprason: Blütenstand von Allium horvatii

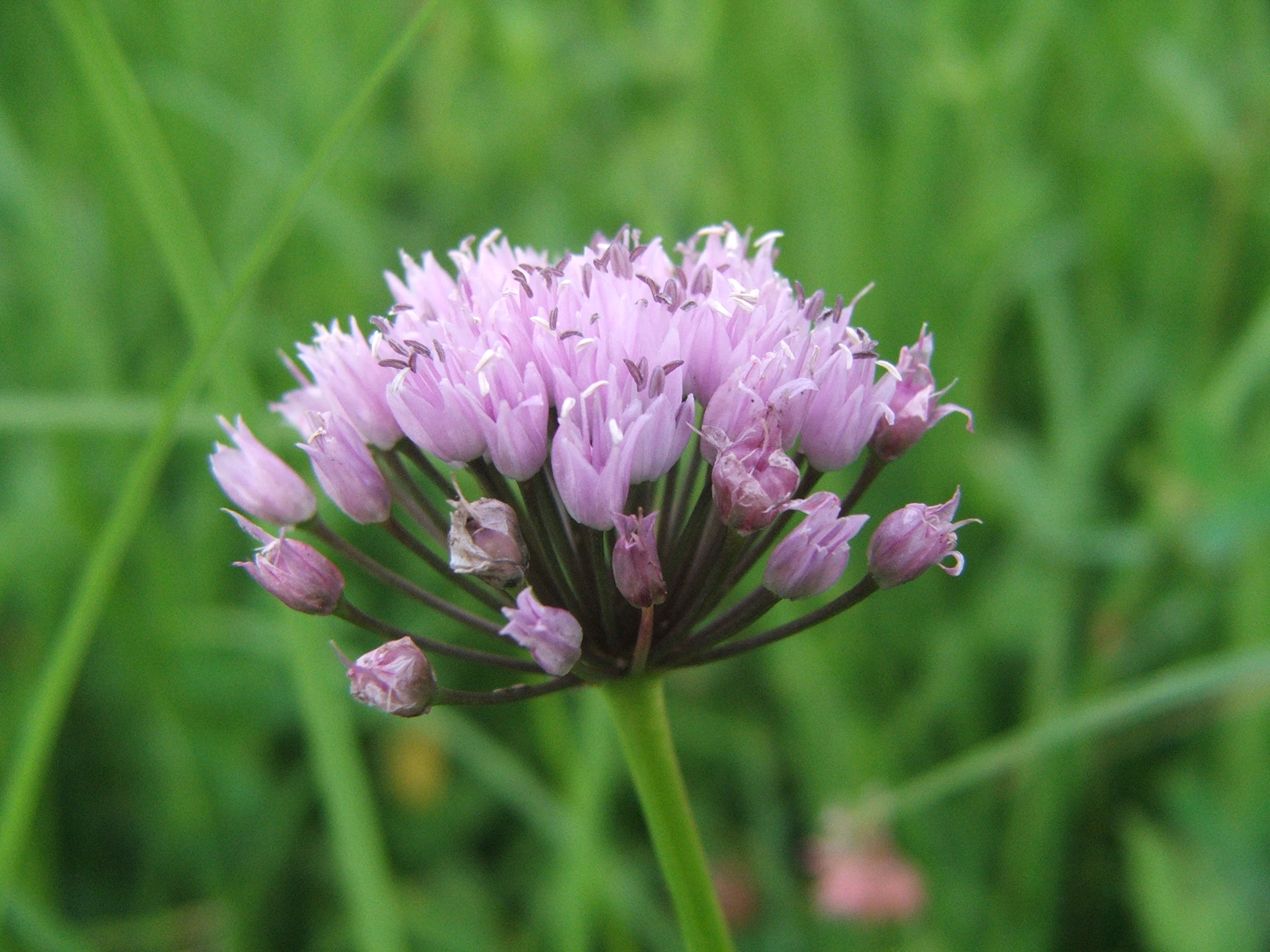
Untergattung Rhizirideum Sektion Rhizirideum: Blütenstand vom Kanten-Lauch (Allium angulosum)

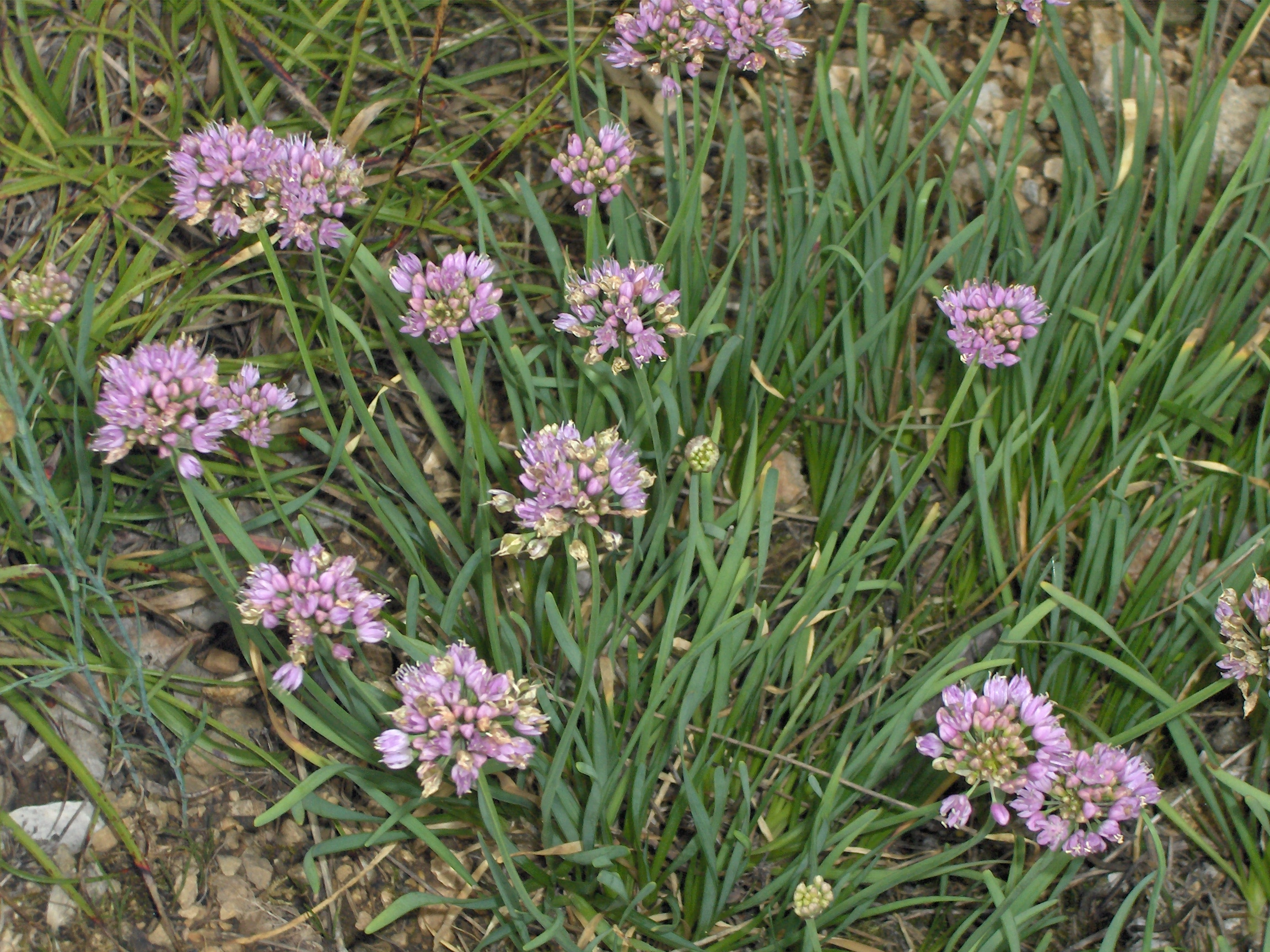
Untergattung Rhizirideum Sektion Rhizirideum: Berg-Lauch (Allium lusitanicum)

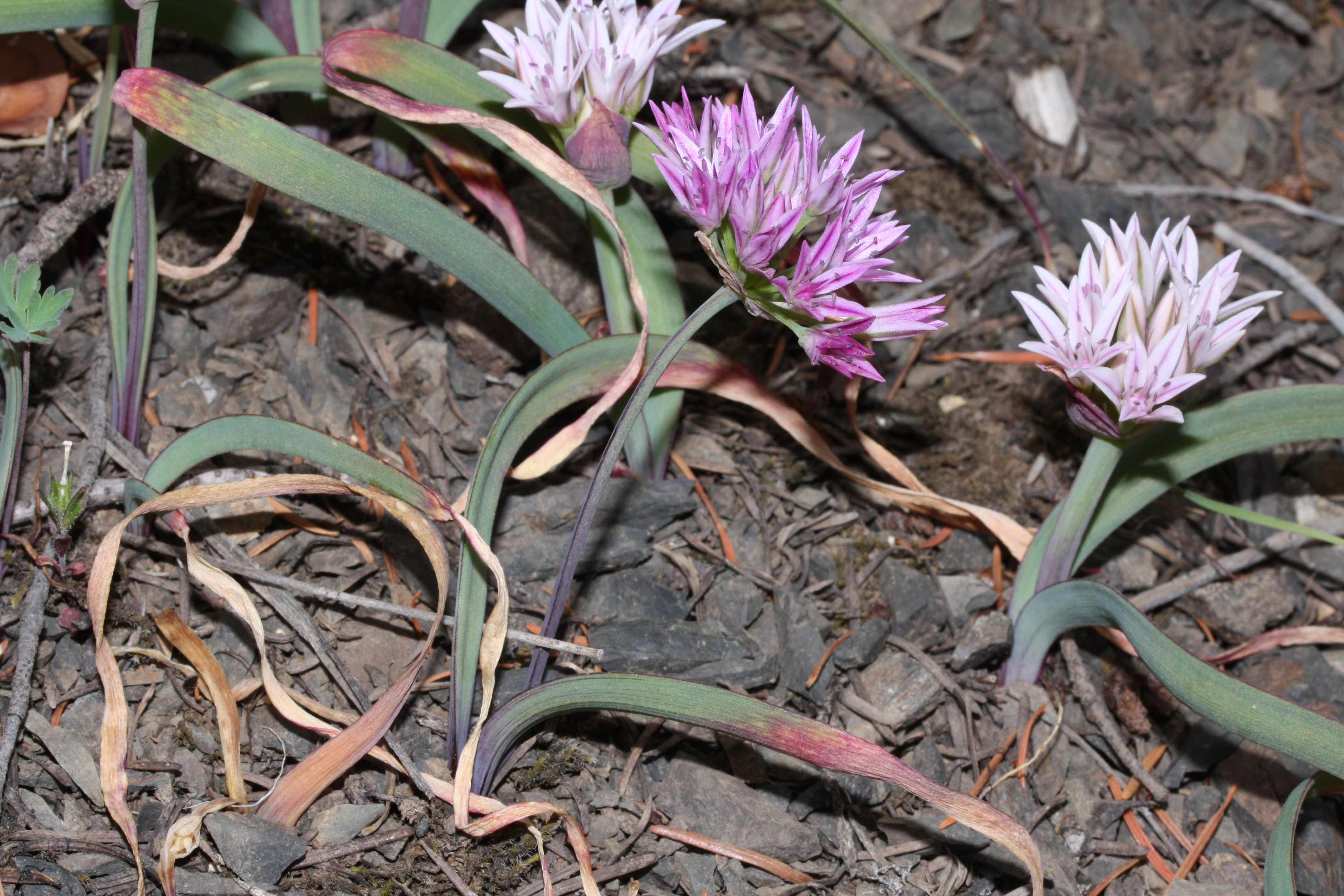
Ohne Zuordnung zu einer Sektion: Habitus und Blütenstand von Allium crenulatum

### Vegetative Merkmale
Allium-Arten sind ausdauernde krautige Pflanzen, die je nach Art Wuchshöhen von 5 bis 200 Zentimeter aufweisen. Oft bilden sie Zwiebeln als Überdauerungsorgane, manche Arten bilden zusätzlich Rhizome. Je nach Art kann die Zwiebelhülle glatt oder in Längsfasern bis -streifen geteilt, sie kann netzartig sein oder maschen- bis lochartige Strukturen aufweisen. Die meisten Arten haben den typischen Zwiebelgeruch.
Die einfachen, parallelnervigen Laubblätter sind meist ungestielt. Die je nach Art 5 bis 80 Zentimeter langen Blattspreiten können flach mit einer Breite von 0,3 bis 15 Zentimeter oder zylindrisch mit einem Durchmesser von weniger als 1 Millimeter bis über 2 Zentimeter sein, seltener sind sie fadenförmig, dreikantig, halbzylindrisch oder in viele fadenartige Zipfel geteilt.

### Generative Merkmale
Es wird ein mehr oder weniger langer unbeblätterter Blütenstandsschaft gebildet. Die doldigen Blütenstände sind manchmal fast kugelrund. Manchmal werden Brutzwiebelchen in den Blütenständen gebildet. Oft ist ein großes Hochblatt vorhanden, das im knospigen Zustand die Blüten schützt.
Die meist zwittrigen, meist radiärsymmetrischen Blüten sind dreizählig. Wenige Arten bilden eingeschlechtige Blüten und sind dann zweihäusig getrenntgeschlechtig (diözisch). Die zwei mal drei Blütenhüllblätter sind bei den meisten Arten gleichgestaltig. Die Farbe der Blütenhüllblätter der Allium-Arten ist oft weiß, gelb, rosa, blau, violett oder rot. Es sind zwei Kreise mit je drei fertilen Staubblättern vorhanden. Die drei Fruchtblätter sind zu einem oberständigen Fruchtknoten verwachsen.
Es werden Kapselfrüchte gebildet. Die schwarzen Samen sind verkehrt-eiförmig bis kugelig.

## Systematik und Verbreitung
Die Erstveröffentlichung der Gattung Allium (von lateinisch allium für Knoblauch) erfolgte 1753 durch Carl von Linné in Species Plantarum, Tomus I, S. 294. Synonyme für Allium L. sind: Caloscordum Herb., Cepa Mill., Milula Prain, Nectaroscordum Lindl.
Die monophyletische Gattung Allium ist die einzige Gattung der Tribus Allieae, die zur Unterfamilie der Allioideae innerhalb der Familie der Amaryllisgewächse (Amaryllidaceae) gehört.
Die Gattung Allium wird nach N. Friesen, R. M. Fritsch und F. R. Blattner 2006 in 15 und Li et al. 2010 in 13 Untergattungen mit insgesamt etwa 72 Sektionen gegliedert. Sie umfasst etwa 940 Arten. Die größte Artenzahl findet sich im Mittelmeerraum, im Orient und von Turkestan bis Tibet.
Hier eine Auswahl der Arten:
- Untergattung Allium: Es gibt 15 Sektionen[3] mit etwa 305 Arten:
  - Sektion Allium (Arten-Auswahl):[5]
    - Allium affine Ledeb.: Das Verbreitungsgebiet reicht von der Türkei bis zum Libanon und dem Iran.[4]
    - Amethyst-Lauch (Allium amethystinum Tausch, Syn.: Allium stojanovii Kov.): Das Verbreitungsgebiet ist der zentrale und östliche Mittelmeerraum.[4]
    - Ackerlauch (Allium ampeloprasum L., Syn. Allium babingtonii Borrer,[4] Allium scorodoprasum var. babingtonii (Borrer) Regel, Allium kurrat Schweinf. ex K.Krause): Das Verbreitungsgebiet reicht von Makaronesien bis zum Mittelmeerraum und Zentralasien. Hierher gehören auch die Kultursortengruppen:
      - Lauch oder Porree (Allium ampeloprasum Lauch-Gruppe, Syn. Allium porrum L., Allium ampeloprasum var. porrum (L.) J.Gay)
      - Perlzwiebel (Allium ampeloprasum Perlzwiebel-Gruppe, Syn. Allium porrum var. sectivum Lueder)

    - Allium artemisietorum Eig & Feinbrun: Die Heimat reicht von Ägypten und der Sinaihalbinsel bis Jordanien.[4]
    - Allium ascalonicum L. (Syn.: Allium hierochuntinum Boiss.)
    - Schwarzviolett-Lauch (Allium atroviolaceum Boiss., Syn.: Allium ampeloprasum var. atroviolaceum (Boiss.) Regel): Das Verbreitungsgebiet reicht vom südlichen Mitteleuropa bis Zentralasien.[4]
    - Allium aucheri Boiss. (Syn.: Allium caerulescens Boiss.): Sie kommt von der östlichen Türkei bis zum Iran vor.[4]
    - Allium bourgeaui Rech.f.: Die Heimat reicht von südöstlichen Griechenland bis zur südwestlichen Türkei.[4]
    - Speise-Zwiebel (Allium cepa L.): reine Kulturpflanze, wildwachsende Populationen sind nicht bekannt.
    - Allium commutatum Guss.: Sie ist im zentralen und östlichen Mittelmeerraum verbreitet.[4]
    - Allium curtum Boiss. & Gaill.: Das Verbreitungsgebiet reicht von der südlichen Türkei bis Ägypten.[4]
    - Allium dictyoprasum C.A.Mey. ex Kunth: Das Verbreitungsgebiet reicht von der östlichen Türkei bis zum nördlichen Iran und dem nördlichen Saudi-Arabien.[4]
    - Allium dilatatum Zahar.: Sie ist ein Endemit von Kreta.
    - Allium ebusitanum Font Quer (Syn.: Allium durandoi (Batt. & Trab.) Seregin, Allium sphaerocephalon var. durandoi Batt. & Trab.): Die Heimat ist Algerien, das nördliche Tunesien und Ibiza.[4]
    - Allium fuscoviolaceum Fomin: Das Verbreitungsgebiet reicht von der östlichen Türkei bis zum nordwestlichen Iran.[4]
    - Allium gramineum K.Koch (Syn.: Allium fominianum Miscz. ex Grossh. & Schischk.): Das Verbreitungsgebiet reicht von der östlichen Türkei bis Transkaukasien.[4]
    - Allium guttatum Steven (Syn.: Allium dalmaticum A.Kern. ex Janch., Allium margaritaceum Sm., Allium sardoum Moris): Das Verbreitungsgebiet reicht vom Mittelmeerraum bis zu südlichen Ukraine.[4]
    - Allium heldreichii Boiss.: Sie kommt nur im nördlichen Griechenland vor.[4]
    - Allium iranicum (Wendelbo) Wendelbo: Die Heimat ist der Iran und der nördliche Irak.[4]
    - Allium jubatum J.F.Macbr.: Die Heimat ist Bulgarien und die nordwestliche Türkei.[4]
    - Allium kharputense Freyn & Sint.: Das Heimatgebiet reicht von der Türkei bis zum Libanon und dem nördlichen Irak.[4]
    - Allium leucanthum K.Koch: Die Heimat ist Transkaukasien.[4]
    - Allium macrochaetum Boiss. & Hausskn.: Die Heimat ist die Türkei, Syrien, der nördliche Irak und der nordwestliche Iran.[4]
    - Allium melitense (Somm. & Caruana) Cif. & Giacom. (Syn.: Allium ampeloprasum var. melitense Sommier & Caruana ex Borg.):[6] Sie ist ein Endemit von Malta.[4]
    - Allium polyanthum Schult. & Schult. f.: Sie kommt im westlichen und zentralen Mittelmeergebiet vor.[4]
    - Allium ponticum Miscz. ex Grossh.: Sie kommt von der nordöstlichen Türkei bis Transkaukasien vor.[4]
    - Allium pseudoampeloprasum Miscz. ex Grossh.: Sie kommt von der östlichen Türkei bis Transkaukasien vor.[4]
    - Allium pyrenaicum Costa & Vayr.: Sie ist ein Endemit der östlichen Pyrenäen.[4]
    - Runder Lauch (Allium rotundum L., Syn.: Allium jajlae Vved., Allium cilicium Boiss., Allium waldsteinii G.Don): Das Verbreitungsgebiet reicht von Mitteleuropa bis zum nordwestlichen Iran.[4]
    - Knoblauch (Allium sativum L.; Syn.: Allium longicuspis Regel): Die Heimat ist Zentralasien bis zum nordöstlichen Iran.[4]
    - Schlangen-Lauch oder Wilder Lauch (Allium scorodoprasum L.): Das Verbreitungsgebiet reicht von Europa bis zum Kaukasus und bis Israel.[4]
    - Kugelköpfiger Lauch (Allium sphaerocephalon L., Syn.: Allium descendens L.): Hierher gehören fünf Unterarten. Das Verbreitungsgebiet der Art reicht von Europa, den Kanaren und dem Mittelmeergebiet bis zum Kaukasus.[4]
    - Allium truncatum (Feinbrun) Kollmann & Zohary (Syn.: Allium ampeloprasum var. truncatum Feinbrun): Sie ist im östlichen Mittelmeerraum verbreitet.[4]
    - Allium tuncelianum (Kollmann) Özhatay et al.: Die Heimat ist die östliche Türkei.[4]
    - Weinberg-Lauch (Allium vineale L., Syn.: Allium kochii Lange, Allium vineale var. purpureum H.P.G.Koch): Das Verbreitungsgebiet umfasst Europa und das Mittelmeergebiet bis zum nördlichen Iran.[4]

  - Sektion Avulsea F.O.Khass.
    - Allium rubellum M.Bieb. (Syn.: Allium albanum Grossh.): Das Verbreitungsgebiet reicht von der Türkei bis Zentralasien.[4]
    - Allium umbilicatum Boiss.: Das Verbreitungsgebiet reicht von Zentralasien bis zum westlichen Pakistan.[4]

  - Sektion Brevidentia F.O.Khass. & Iengalycheva
    - Allium brevidens Vved.: Sie kommt in zwei Unterarten in Zentralasien vor.[4]

  - Sektion Brevispatha Valsecchi
    - Allium lojaconoi Brullo, Lanfr. & P.Pavone: Sie ist ein Endemit von Malta.[4]

  - Sektion Caerulea (Omelcz.) F.O.Khass.
    - Blauer Lauch oder Flieder-Lauch (Allium caeruleum Pall., Syn.: Allium azureum Ledeb., Allium viviparum Kar. & Kir.): Das Verbreitungsgebiet reicht von Osteuropa bis zum nordwestlichen China.[4]
    - Allium caesium Schrenk (Syn.: Allium urceolatum Regel): Das Verbreitungsgebiet erstreckt sich von Zentralasien bis zum nordwestlichen China.[4]
    - Allium delicatulum Siev. ex Schult. & Schult. f.: Das Verbreitungsgebiet erstreckt sich von Osteuropa bis zum nordwestlichen China.[4]

  - Sektion Codonoprasum Reichenb.
    - Kiel-Lauch oder Gekielter Lauch (Allium carinatum L., Syn.: Allium pulchellum G.Don): Die etwa zwei Unterarten kommen von Europa bis zur nördlichen Türkei vor.[4]
    - Allium chloranthum Boiss.: Sie kommt nur in der südlichen Türkei vor.[4]
    - Allium desertorum Forssk.: Er kommt in Ägypten, auf der Sinaihalbinsel und in Palästina vor.[4]
    - Allium exaltatum (Meikle) Brullo, Pavone, Salmeri & Venora: Sie kommt nur auf Zypern vor.
    - Gelber Lauch oder Gelb-Lauch (Allium flavum L., Syn.: Allium paczoskianum Tuzson): Er kommt in drei Unterarten und zwei Varietäten von Süd- und Mitteleuropa bis zur westlichen Türkei vor.[4]
    - Allium kunthianum Vved. (Syn.: Allium lepidum Kunth): Das Verbreitungsgebiet reicht von der nordöstlichen Türkei bis zum nordwestlichen Iran.[4]
    - Allium melanantherum Pančić: Das Verbreitungsgebiet umfasst Bulgarien, Mazedonien, das nördliche Griechenland und Serbien.[4]
    - Kohl-Lauch oder Ross-Lauch, Gemüse-Lauch (Allium oleraceum L.): Das Verbreitungsgebiet erstreckt sich von Europa bis zum Kaukasus.[4]
    - Allium pallens L. (Syn.: Allium coppoleri Tineo): Das Verbreitungsgebiet erstreckt sich vom Mittelmeerraum bis zum Iran.[4]
    - Allium paniculatum L. (Syn.: Allium karsianum Fomin): Sie kommt in zwei Unterarten von Südeuropa bis zum Kaukasus vor.[4]
    - Allium parnassicum (Boiss.) Halacsy: Sie kommt nur im südlichen Griechenland vor.[4]
    - Allium platakisii Tzanoud. & Kypr.: Sie ist eine Endemit von Kreta.[4]
    - Allium pseudoflavum Vved.: Sie kommt von der Türkei bis zum nördlichen Iran vor.[4]
    - Allium rupestre Steven (Syn.: Allium charaulicum Fomin): Sie kommt von Bulgarien bis zur Krim und von der nördlichen Türkei bis zum Kaukasusraum vor.[4]
    - Allium stamineum Boiss.: Sie kommt von der Türkei bis zum Iran und bis Saudi-Arabien vor.[4]

  - Sektion Costulata F.O.Khass. & Yengal.
    - Allium filidens Regel: Sie kommt in drei Unterarten von Zentralasien bis Pakistan vor.[4]
    - Allium turcomanicum Regel: Sie kommt von Zentralasien bis zum nordöstlichen Iran und bis Afghanistan vor.[4]

  - Sektion Crystallina F.O.Khass. & Iengalycheva
    - Allium crystallinum Vved.: Die Heimat ist Zentralasien.[4]

  - Sektion Eremoprasum(Kamelin) F.O.Khass. ex R.M.Fritsch & N.Friesen
    - Allium sabulosum Steven ex Bunge: Sie kommt vom Iran bis zum nordwestlichen China vor.[4]

  - Sektion Kopetdagia F.O.Khass.
    - Allium kopetdagense Vved.: Sie kommt vom nordöstlichen Iran bis zum südlichen Turkmenistan vor.[4]

  - Sektion Longivaginata (Kamelin) F.O.Khass. ex R.M.Fritsch & N.Friesen
    - Allium longivaginatum Wendelbo: Die Heimat ist der Iran.[4]

  - Sektion Mediasia F.O.Khass., Yengalycheva & N.Friesen
    - Allium turkestanicum Regel: Die Heimat ist Zentralasien.[4]

  - Sektion Multicaulea F.O.Khass. & Iengalycheva
    - Allium lehmannianum Merckl. ex Bunge: Die Heimat ist Zentralasien.[4]

  - Sektion Pallasia (Tzag.) F.O.Khass. ex R.M.Fritsch & N.Friesen
    - Allium pallasii Murray: Sie kommt von Sibirien bis Zentralasien vor.[4]
    - Allium tanguticum Regel: Sie kommt in Qinghai, China und Tibet vor.[4]

  - Sektion Spathulata F.O.Khass. & R.M.Fritsch
    - Allium spathulatum Khass. & R.M.Fritsch: Die Heimat ist Zentralasien.[4]

- Untergattung Amerallium Traub: Sie enthält zwölf Sektionen:
  - Sektion Amerallium (Traub) Kamelin:
    - Indianer-Knoblauch (Allium canadense L., Syn.: Allium mutabile Michx.): Er kommt in sechs Varietäten in Nordamerika vor.[7]
    - Allium drummondii Regel (Syn.: Allium nuttallii S.Watson): Sie kommt in den US-Bundesstaaten Arkansas, Kansas, Nebraska, New Mexico, Oklahoma, Texas und in Mexiko vor.[7]
    - Allium geyeri S. Watson (inkl. Allium fibrosum Regel): Die zwei Varietäten sind im westlichen Nordamerika verbreitet.[7]

  - Sektion Arctoprasum Kirschl.:
    - Bärlauch (Allium ursinum L.)

  - Sektion Briseis (Salesb.) Stearn:
    - Wunder-Lauch, Seltsamer Lauch (Allium paradoxum (M.Bieb.) G.Don)
    - Glöckchen-Lauch (Allium triquetrum L.)

  - Sektion Bromatorrhiza Ekberg:
    - Allium hookeri Thwaites
    - Allium macranthum Baker (Syn.: Allium oviflorum Regel)
    - Hängender Lauch (Allium pendulinum Ten.)
    - Allium wallichii Kunth (Syn.: Allium polyastrum Diels, Allium wallichianum Steud. nom. nud.)

  - Sektion Caulorhizideum Traub:
    - Allium validum S.Watson: Sie gedeiht in Höhenlagen von 1500 bis 2900 Metern im westlichen Nordamerika von British Columbia, Washington, Oregon, Nevada, Idaho bis Kalifornien.[7]

  - Sektion Chamaeprason Hermann:
    - Allium brevistylum S.Watson: Sie gedeiht in Höhenlagen von 2200 bis 3400 Metern in Wyoming, Utah, Colorado, Idaho, Montana sowie New Mexico.[7]
    - Allium gooddingii Ownbey: Sie gedeiht in Höhenlagen von 2400 bis 2900 Metern in Arizona sowie New Mexico.[7]
    - Allium chamaemoly L.

  - Sektion Lophioprason Traub: Sie kommt nur in Nordamerika vor, hauptsächlich in Kalifornien, aber kaum östlich der Rocky Mountains:
    - Allium acuminatum Hook.: Sie kommt in British Columbia, Washington, Oregon, Wyoming, Arizona, Kalifornien, Colorado, Idaho und Nevada vor.[7]
    - Allium amplectens Torr. (Syn.: Allium attenuifolium Kellogg): Sie kommt in British Columbia, Washington, Oregon und Kalifornien vor.[7]
    - Allium bigelovii S.Watson: Sie kommt in Arizona und in New Mexico vor.[7]
    - Allium campanulatum S.Watson (Syn.: Allium bidwelliae S.Watson): Sie gedeiht in Höhenlagen von 600 bis 2600 Metern in Nevada, Oregon sowie Kalifornien.[7]
    - Nickender Lauch (Allium cernuum Roth): Er kommt in Kanada, den Vereinigten Staaten und in Mexiko vor.[7]
    - Allium crispum Greene: Sie kommt in Kalifornien vor.[7]
    - Allium falcifolium Hook. & Arn.: Sie kommt in Oregon sowie Kalifornien vor.[7]
    - Allium fimbriatum S.Watson: Die etwa drei Varietäten kommen von Kalifornien bis Baja California vor.[7]
    - Allium lemmonii S.Watson: Sie kommt in Kalifornien, Idaho, Nevada, Oregon und Utah vor.[7]
    - Allium munzii (Ownbey & Aase ex Traub) McNeal: Sie kommt nur in Kalifornien vor.[7]
    - Allium praecox Brandegee: Sie kommt von Kalifornien bis Baja California vor.[7]
    - Allium siskiyouense Ownbey ex Traub: Sie gedeiht in Höhenlagen von 900 bis 2500 Metern in Kalifornien und Oregon.[7]
    - Allium stellatum Ker Gawl.: Sie kommt in Kanada und in den Vereinigten Staaten vor.[7]
    - Allium unifolium Kellogg: Sie kommt in Kalifornien und in Oregon vor.[7]

  - Sektion Molium G.Don ex Koch:
    - Gold-Lauch (Allium moly L.)
    - Neapolitanischer Lauch oder Neapel-Lauch (Allium neapolitanum Cirillo, Syn.: Allium cowanii Lindl.)
    - Rosen-Lauch (Allium roseum L.)
    - Wimperblättriger Lauch (Allium subhirsutum L., Syn.: Allium ciliatum Cirillo)
    - Zottiger Lauch (Allium subvillosum Salzm. ex Schult. & Schult.f.)
    - Libanon-Lauch (Allium zebdanense Boiss. & Noë)

  - Sektion Narkissoprason Hermann:
    - Südalpen-Lauch (Allium insubricum Boiss. & Reut.)
    - Narzissenblütiger Lauch (Allium narcissiflorum Vill., Syn.: Allium pedemontanum Willd.)

  - Sektion Rhophetoprason Traub:
    - Allium glandulosum Link & Otto: Er ist von Mexiko bis Zentralamerika verbreitet.[4]

  - Sektion Rhynchocarpum Brullo:
    - Allium ruhmerianum Aschers.: Sie kommt in Libyen vor.[8]

  - Sektion Triptera Kamelin et Seisums:
    - Allium tripterum Nasir: Sie kommt in Pakistan vor.

- Untergattung Anguinum (G.Don ex Koch) N.Friesen: Es gibt nur eine Sektion:
  - Sektion Anguinum G.Don:
    - Allium tricoccum Aiton (Syn.: Allium burdickii (Hanes) A.G.Jones): Sie kommt in 2 Varietäten in Kanada und in den Vereinigten Staaten vor.[7]
    - Allermannsharnisch (Allium victorialis L.)

- Untergattung Butomissa (Salisb.) N.Friesen: Sie enthält zwei Sektionen:
  - Sektion Austromontana N.Friesen:
    - Allium oreoprasum Schrenk: Sie kommt von Zentralasien (Kasachstan, Kirgisistan, Tadschikistan, Usbekistan, Afghanistan, Pakistan, Xinjiang) bis ins westliche Tibet vor.[9]

  - Sektion Butomissa (Salisb.) Kamelin:
    - Duft-Lauch oder Chinesischer Lauch (Allium ramosum L., Syn.: Allium odorum L., Allium tataricum L. f., Allium lancipetalum Y.P.Hsu, Allium potaninii Regel, Allium weichanicum Palibin)
    - Knoblauch-Schnittlauch (Allium tuberosum Rottler ex Spreng.)

- Untergattung Caloscordum (Herb.) R.M.Fritsch: Es gibt nur eine Sektion:
  - Sektion Caloscordum (Herb.) Bak.
    - Allium tubiflorum Rendle: Sie kommt in Gansu, Hebei, Henan, Hubei, Shaanxi, Shanxi und im nordöstlichen Sichuan vor.[9]

- Untergattung Cepa (Mill.) Radić: Sie enthält fünf Sektionen:
  - Sektion Annuloprason T.V.Egorova:
    - Allium atrosanguineum Schrenk (inkl. Allium fedschenkoanum Regel; Allium kaufmannii Regel): Sie kommt in mehreren Varietäten in Afghanistan, Pakistan, Indien, Kasachstan, Kirgisistan, der Mongolei, Russland, Tadschikistan, Usbekistan und China vor.[9]
    - Allium semenovii Regel: Sie kommt in Kasachstan, Kirgisistan und Xinjiang in Höhenlagen von 2000 bis 3000 Metern Meereshöhe vor.[9]

  - Sektion Cepa (Mill.) Prokh.:
    - Altai-Lauch (Allium altaicum) Pall.: Er kommt in China, Kasachstan, in der Mongolei und in Russland vor.[9]
    - Allium asarense R.M.Fritsch & Matin
    - Küchenzwiebel (Allium cepa L.)
    - Allium ×cornutum Clementi
    - Allium farctum Wendelbo
    - Winterzwiebel (Allium fistulosum L.)
    - Allium galanthum Kar. & Kir. (Syn.: Allium pseudocepa Schrenk): Sie kommt in Russland, Kasachstan, in der Mongolei und im nördlichen Xinjiang vor.[9]
    - Allium oschaninii O.Fedtsch.
    - Allium praemixtum Vved.
    - Allium ×proliferum (Moench) Schrad. ex Willd. (= Allium fistulosum × Allium cepa, Syn.: Allium cepa var. bulbiferum Regel, Allium cepa var. proliferum (Moench) Alef., Allium cepa var. viviparum (Metzg.) Alef., Allium cepa viviparum Metzg., Allium ×wakegii Araki)
    - Allium pskemense B.Fedtsch.
    - Allium rhabdotum Stearn
    - Allium vavilovii Popov & Vved.

  - Sektion Condensata N. Friesen
    - Allium condensatum Turcz.: Sie kommt in Russland, in der Mongolei, in China und in Korea vor.[9]

  - Sektion Sacculifera P.P.Gritz.:
    - Allium chinense G.Don (Syn.: Allium bakeri Regel): Sie kommt in den chinesischen Provinzen Anhui, Fujian, Guangdong, Guangxi, Guizhou, Hainan, Henan, Hubei, Hunan, Jiangxi und Zhejiang vor.[9]
    - Allium sacculiferum Maxim.
    - Allium thunbergii G.Don (Syn.: Allium taquetii H.Lév.): Sie kommt in Japan, Korea und China vor.[9]
    - Allium virgunculae F.Maek. & Kitam.

  - Sektion Schoenoprasum Dum.:[10]
    - Allium altyncolicum N.Friesen
    - Allium karelinii Poljakov (Syn.: Allium schoenoprasum var. scaberrimum Regel)
    - Allium ledebourianum Schult. & Schult. f.: Sie kommt in Kasachstan, Russland, in der Mongolei und in China vor.[9]
    - Allium maximowiczii Regel: Sie kommt in Japan, Korea, Russland, in der Mongolei und in China vor.[9]
    - Allium oliganthum Kar. & Kir. (Syn.: Allium stenophyllum Schrenk): Sie kommt in Kasachstan, Russland, in der Mongolei und im nördlichen Xinjiang vor.[9]
    - Allium schmitzii Cout.
    - Schnittlauch (Allium schoenoprasum L.) geschlossen zirkumpolar verbreitet, mit drei Unterarten:
      - Allium schoenoprasum subsp. schoenoprasum (mit vier informellen morphologischen Typen)[11]
      - Allium schoenoprasum subsp. latiorifolium (Pau) Rivas Mart., Fern.Gonz. & Sánchez Mata (Polyploide Art, retikulate Evolution durch intersektionelle Introgression)[12]
      - Allium schoenoprasum subsp. orosiae Montserrat

- Untergattung Cyathophora (R.M.Fritsch) R.M.Fritsch: Sie enthält drei Sektionen:
  - Sektion Coleoblastus Ekberg:
    - Allium auriculatum Kunth
    - Allium mairei H.Lév. (Syn.: Allium yunnanense Diels): Sie gedeiht in Höhenlagen von 1200 bis 4200 Metern im südöstlichen Tibet und in den chinesischen Provinzen südwestliche Sichuan sowie Yunnan.[9]

  - Sektion Cyathophora R.M.Fritsch:
    - Allium cyathophorum Bureau & Franch.: Die etwa zwei Varietäten gedeihen in Höhenlagen von 2700 bis 4600 Metern im östlichen Tibet und in den chinesischen Provinzen südöstliches Gansu, südliches Qinghai, westliches Sichuan sowie nordwestliches Yunnan.[9]

  - Sektion Milula (Prain) Friesen:
    - Allium spicatum (Prain) N.Friesen

- Untergattung Melanocrommyum (Webb & Berth.) Rouy: Sie enthält etwa 20 Sektionen mit bis zu 160 Arten:[13][14]
  - Sektion Acanthoprason Wendelbo:
    - Allium akaka S.G.Gmel. ex Schult. & Schult. f.
    - Allium libani Boiss.
    - Allium materculae Bordz.

  - Sektion Acaule R.M.Fritsch:
    - Allium hexaceras Vved.

  - Sektion Acmopetala R.M.Fritsch:
    - Allium costatovaginatum Kamelin & Levichev
    - Allium fetisowii Regel: Sie kommt in Tadschikistan, Kirgisistan und im westlichen Xinjiang vor.[9]
    - Allium saposhnikovii Nikitina (Syn.: Allium collis-magni Kamelin)
    - Allium sewerzowii Regel
    - Allium suworowii Regel
    - Allium taeniopetalum Popov & Vved. (Syn.: Allium baschkyzylsaicum Krassovsk., Allium mogoltavicum Vved.)
    - Allium tschimganicum B.Fedtsch. (Syn.: Allium motor Kamelin & Levichev)

  - Sektion Aroidea Khass. & R.M.Fritsch:
    - Allium aroides Vved. et Popov

  - Sektion Brevicaule R.M.Fritsch:
    - Allium sergii Vved.

  - Sektion Compactoprason R.M.Fritsch:
    - Riesen-Lauch (Allium giganteum Regel)
    - Hoher Lauch (Allium macleanii Baker, Syn.: Allium elatum Regel)

  - Sektion Kaloprason C.Koch:
    - Sternkugel-Lauch (Allium cristophii Trautv., Syn.: Allium albopilosum C.H.Wright, Allium walteri Regel, Allium bodeanum Regel, Allium christophii Trautv. orth. var.)
    - Allium helicophyllum Vved.
    - Schubert-Lauch (Allium schubertii Zucc.)

  - Sektion Megaloprason Wendelbo:
    - Allium aflatunense B.Fedtsch.
    - Allium altissimum Regel
    - Allium grande Lipsky
    - Holland-Lauch (Allium hollandicum R.M.Fritsch)
    - Allium jesdianum Boiss. & Buhse
    - Allium rosenbachianum Regel
    - Stiel-Lauch (Allium stipitatum Regel): Er kommt in Zentralasien, Afghanistan sowie Pakistan vor.[15]

  - Sektion Melanocrommyum Webb & Berth.:
    - Allium aschersonianum Barbey
    - Allium asclepiadeum Bornm.
    - Schwarzroter Lauch oder Purpur-Lauch (Allium atropurpureum Waldst. & Kit.)
    - Allium basalticum Fragman & R.M.Fritsch
    - Allium cyrilli Ten.
    - Allium decipiens Fisch. ex Schult. & Schult. f.
    - Schwarzer Lauch oder Schwarz-Lauch (Allium nigrum L., Syn.: Allium dumetorum Feinbrun & Szel., Allium multibulbosum Jacq.)
    - Allium orientale Boiss.
    - Allium rothii Zucc.
    - Allium stenopetalum Boiss. & Kotschy
    - Allium tel-avivense Eig
    - Allium tubergenii Freyn
    - Allium tulipifolium Ledeb.: Sie kommt in Russland, Kasachstan und im nordwestlichen Xinjiang vor.[9]

  - Sektion Miniprason R.M.Fritsch:
    - Blauzungen-Lauch (Allium karataviense Regel)

  - Sektion Popovia Khass. & R.M.Fritsch:
    - Allium gypsaceum Popov & Vved.

  - Sektion Pseudoprason (Wendelbo) K.Persson & Wendelbo:
    - Allium cardiostemon Fisch. & C.A.Mey.
    - Allium koelzii (Wendelbo) K.Perss. & Wendelbo
    - Allium mariae Bordz.

  - Sektion Regeloprason Wendelbo:
    - Allium darwasicum Regel: Sie kommt in Usbekistan und im südlichen Pamir sowie Altai vor.
    - Allium regelii Trautv.
    - Allium winklerianum Regel: Sie kommt in Afghanistan, Tadschikistan, Kirgisistan und im westlichen Xinjiang vor.[9]

  - Sektion Thaumasioprason Wendelbo:
    - Allium mirum Wendelbo

  - Sektion Verticillata Kamelin:
    - Allium verticillatum Regel

- Untergattung Microscordum (Maxim.) N.Friesen: Es gibt nur eine Sektion und kommt nur in Ostasien vor:
  - Sektion Microscordum Maxim.: Es gibt nur eine Art:
    - Allium monanthum Maxim.: Sie kommt in Japan, Korea, in Russlands Fernem Osten und in China vor.[9]
- Untergattung Nectaroscordum (Lindl.) Asch. & Graebn.: Es gibt nur eine Sektion:
  - Sektion Nectaroscordum (Lindl.) Gren. & Godr.:
    - Allium bulgaricum (Janka) Prodán (Syn.: Allium dioscoridis auct., Nectaroscordum bulgaricum Janka, Nectaroscordum siculum subsp. bulgaricum (Janka) Stearn): Wird auch als Unterart subsp. dioscoridis (Sm.) K.Richt. zu Allium siculum gestellt.
    - Sizilianischer Honiglauch (Allium siculum Ucria, Syn.: Nectaroscordum siculum (Ucria) Lindl.)

- Untergattung Polyprason Radić: Sie enthält vier Sektionen:[16]
  - Sektion Daghestanica (Tscholok.) N.Friesen:[16][17]
    - Allium chrysanthum Regel: Sie kommt in China in Höhenlagen von 2000 bis 4500 Metern vor.[17][9]
    - Allium chrysocephalum Regel: Sie kommt in Gansu, Qinghai, im nordwestlichen Sichuan in Höhenlagen von 3400 bis 4800 Metern vor.[9][17]
    - Allium daghestanicum Grossh.[17]
    - Gelblichweißer Lauch (Allium ericetorum Thore, Syn.: Allium ochroleucum Waldst. & Kit.)
    - Allium herderianum Regel: Sie kommt in Gansu und in Qinghai in Höhenlagen von 2900 bis 3900 Metern Meereshöhe vor.[17][9]
    - Allium maowenense J.M.Xu: Sie kommt nur in Sichuan vor.[9][17]
    - Allium rude J.M.Xu: Sie kommt im südlichen Gansu, im südöstlichen Qinghai, im westlichen Sichuan und im östlichen Xizang in Höhenlagen von 2700 bis 5000 Metern vor.[17][9]
    - Wohlriechender Lauch (Allium suaveolens Jacq.)[16]
    - Allium xichuanense J.M.Xu: Sie kommt im westlichen Sichuan und im nordwestlichen Yunnan in Höhenlagen von 3100 bis 4400 Metern vor.[9][17]

  - Sektion Falcatifolia N.Friesen:[16][17]
    - Allium blandum Wall.[4] (bei manchen Autoren Synonym von Allium carolinianum): Sie kommt in Afghanistan, Indien, Pakistan, Tadschikistan und im nordwestlichen Xinjiang vor.[17][9]
    - Allium carolinianum DC. (Syn.: Allium polyphyllum Kar. & Kir., Allium thomsonii Baker, Allium obtusifolium Klotzsch, Allium platyspathum var. falcatum Regel, Allium aitchisonii Boiss. nom. illeg., Allium platystylum Regel):[16] Sie ist von Zentralasien bis zum Himalaja verbreitet.[4]
    - Allium hymenorrhizum Ledeb.: Sie kommt in zwei Varietäten in Kasachstan, Kirgisistan, in der Mongolei, in Russland, Tadschikistan und in Xinjiang in Höhenlagen von 1100 bis 2700 Metern Meereshöhe vor.[16][9]
    - Allium kaschianum Regel: Sie kommt in Kasachstan, Kirgisistan und im nordwestlichen Xinjiang in Höhenlagen von 2400 bis 3000 Metern Meereshöhe vor.[9]
    - Allium phariense Rendle (unsichere Stellung):[17] Sie ist von Bhutan bis ins nordwestliche Sichuan verbreitet.[4]
    - Allium platyspathum Schrenk: Sie kommt in zwei Unterarten in Afghanistan, Kasachstan, Kirgisistan, in der Mongolei, in Russland, Tadschikistan, Usbekistan und in Xinjiang vor.[9][16]

  - Sektion Oreiprason F.Herm.:[16]
    - Allium albovianum Vved.[16] (Syn.: Allium gracile Albov)
    - Allium caricoides Regel (bei manchen Autoren ein Synonym von Allium kokanicum Regel)[17]
    - Allium consanguineum Kunth[16]
    - Allium glaciale Vved.[16]
    - Allium goloskokovii Vved.[16]
    - Allium horvatii Lovrić[18]
    - Allium kaschianum Regel: Sie kommt in Kasachstan, Kirgisistan und im nordwestlichen Xinjiang vor.[9][16]
    - Allium kokanicum Regel[16]
    - Allium kurssanovii Popov: Sie kommt in Kasachstan, Kirgisistan und im westlichen Xinjiang in Höhenlagen von 2200 bis 2700 Metern Meereshöhe vor.[9][17]
    - Allium megalobulbon Regel:[17] Sie kommt nur im westlichen Xinjiang vor.[4]
    - Scharfer Gelb-Lauch (Allium obliquum L.): Er kommt in Osteuropa, Russland, Kasachstan, Kirgisistan, in der Mongolei und in Xinjiang vor.[9][16][17]
    - Allium petraeum Kar. & Kir.: Sie kommt in Kasachstan und im nordwestlichen Xinjiang vor.[9][17]
    - Allium pevtzovii Prokh.: Sie kommt nur im südwestlichen Xinjiang vor.[9][17]
    - Allium roylei Stearn[16]
    - Allium saxatile M.Bieb.[16] (Syn.: Allium globosum M.Bieb. ex DC.): Sie kommt in Mitteleuropa, Russland, Kasachstan und Xinjiang vor.[9][17]
    - Allium setifolium Schrenk: Sie kommt in Kasachstan, in der Mongolei, Kirgisistan und im nordwestlichen Xinjiang vor.[9][17]
    - Allium stracheyi Baker[16]
    - Allium subtilissimum Ledeb.: Sie kommt in Russland, Kasachstan, in der Mongolei, im nordwestlichen Xinjiang und im südwestlichen Nei Mongol vor.[9][17]
    - Allium talassicum Regel[16]
    - Allium tianschanicum Rupr.[17] (Syn.: Allium hymenorhizum var. tianschanicum (Rupr.) Regel, Allium macrorhizon Regel, Allium globosum var. albidum Regel): Sie ist von Zentralasien bis ins nordwestliche China verbreitet.[4]

  - Sektion Scorodon Koch sensu strictissimo:[16]
    - Allium frigidum Boiss. & Heldr.
    - Allium jacquemontii Kunth: Sie kommt in Pakistan, Indien, in Tibet und im südwestlichen Xinjiang vor.[9]
    - Allium macrostemon Bunge (Syn.: Allium grayi Regel, Allium nipponicum Franch. & Sav.): Sie kommt in Japan, Korea, im fernöstlichen Russland, in der Mongolei und in China vor.[9]
    - Allium moschatum L.
    - Allium popovii Vved.

- Untergattung Porphyroprason (Ekberg) R.M.Fritsch: Es gibt nur eine Sektion:[16]
  - Sektion Porphyroprason Ekberg:[16]
    - Kleiner Rosen-Lauch (Allium oreophilum C.A.Mey., Syn.: Allium ostrowskianum Regel): Er kommt in Südwestasien, Afghanistan, Kasachstan, Kirgisistan, Pakistan, Russland, Tadschikistan, Usbekistan und in Xinjiang vor.[9]

- Untergattung Reticulatobulbosa (Kamelin) N.Friesen: Sie enthält fünf Sektionen:[16]
  - Sektion Campanulata Kamelin:
    - Allium barsczewskii Lipsky
    - Allium drepanophyllum Vved.
    - Allium inconspicuum Vved.
    - Allium jodanthum Vved.

  - Sektion Nigrimontana N.Friesen:
    - Allium drobovii Vved.

  - Sektion Reticulatobulbosa Kamelin:
    - Allium amphibolum Ledeb.: Sie kommt in Russland, in der Mongolei, in Kasachstan und im westlichen Xinjiang in Höhenlagen von 2500 bis 3000 Metern Meereshöhe vor.[9]
    - Allium clathratum Ledeb.: Sie kommt in Russland, in der Mongolei, in Kasachstan und in Xinjiang vor.[9]
    - Allium eriocoleum Vved.
    - Allium flavidum Ledeb.: Sie kommt in Russland, in der Mongolei, in Kasachstan und im nördlichen Xinjiang vor.[9]
    - Allium flavovirens Regel (Syn.: Allium leucocephalum Turcz. ex Vved., Allium schischkinii K.Sobol.): Sie kommt nur im westlichen Nei Mongol vor.[9]
    - Allium lineare L.: Sie kommt in Russland, in der Mongolei, in Kasachstan und in Xinjiang vor.[9]
    - Allium pseudostrictum Albov
    - Allium splendens Willd.: Sie kommt in Japan, Korea, in der Mongolei und in China vor.[9]
    - Steifer Lauch oder Steif-Lauch (Allium strictum Schrad.)
    - Allium szovitsii Regel

  - Sektion Scabriscapa (Tscholok.) N.Friesen:[16]
    - Allium scabriscapum Boiss. & Kotschy

  - Sektion Sikkimensia N.Friesen:[16]
    - Allium aciphyllum J.M.Xu: Sie kommt nur im nördlichen Sichuan vor.[9][17]
    - Allium beesianum W.W.Sm.: Sie kommt in China in Höhenlagen von 3000 bis 4200 Metern vor.[9][16]
    - Allium changduense J.M.Xu: Sie gedeiht in Höhenlagen von 3200 bis 4500 Metern im östlichen Tibet und im nordwestlichen Sichuan.[9][17]
    - Allium cyaneum Regel: Sie kommt in Korea und in China vor.[9][16]
    - Allium forrestii Diels: Sie gedeiht in Höhenlagen von 2700 bis 4200 Metern im östlichen Tibet und in den chinesischen Provinzen südwestliches Sichuan sowie nordwestliches Yunnan.[9][17]
    - Allium henryi C.H.Wright: Sie kommt im westlichen Hubei und im östlichen Sichuan vor.[9][17]
    - Allium heteronema F.T.Wang & Tang: Sie gedeiht an Hängen in Höhenlagen von 1600 bis 2300 Metern nur im Chengkou Xian sowie Nanchuan Xian im östlichen Sichuan.[9][17]
    - Allium paepalanthoides Airy Shaw: Sie kommt in der Inneren Mongolei und in den chinesischen Provinzen westliches Henan, südliches Shaanxi, Shanxi sowie Sichuan vor.[9][17]
    - Allium plurifoliatum Rendle: Sie kommt in zwei Varietäten im südöstlichen Anhui, in Gansu, im nordwestlichen Hubei, in Shaanxi und in Sichuan vor.[9][17]
    - Allium sikkimense Baker[16][17] (Syn.: Allium kansuense Regel, Allium tibeticum Rendle): Sie kommt in Bhutan, Indien, Nepal, Sikkim und in China vor.[9]
    - Allium stenodon Nakai & Kitag.: Sie kommt in Hebei, Henan, Nei Mongol und Shanxi vor.[9][17]
    - Allium yuanum F.T.Wang & Tang: Dieser Endemit gedeiht in Höhenlagen von 2800 bis 3500 Metern nur im nordwestlichen Sichuan.[17][9]

- Untergattung Rhizirideum (G.Don ex Koch) Wendelbo sensu strictissimo: Sie enthält fünf Sektionen:[16]
  - Sektion Caespitosoprason N.Friesen:[16]
    - Allium bidentatum Fisch. ex Prokh.: Sie kommt in Russland, in der Mongolei, in Kasachstan und in China vor.[9]
    - Allium mongolicum Regel: Sie kommt in Russland, in der Mongolei, in Kasachstan und in China vor.[9]
    - Allium polyrhizum Turcz. ex Regel: Sie kommt in Russland, in der Mongolei, in Kasachstan und in China vor.[9]
    - Allium przewalskianum Regel: Sie kommt in Pakistan, Indien, Nepal, Tibet, in der Inneren Mongolei und  in den chinesischen Provinzen Gansu, Ningxia, Qinghai, Shaanxi, Sichuan, Xinjiang sowie nordwestliches Yunnan vor.[9]
    - Allium subangulatum Regel: Sie gedeiht an sonnigen sowie trockenen Hängen in den chinesischen Provinzen Gansu, Ningxia sowie Qinghai vor.[9]

  - Sektion Eduardia N.Friesen:
    - Allium eduardii Stearn: Sie kommt in Russland, in der Mongolei und in China vor.[9]

  - Sektion Rhizirideum G.Don ex Koch sensu stricto:
    - Allium albidum Fisch. ex M.Bieb.
    - Kanten-Lauch (Allium angulosum L.)
    - Allium austrosibiricum N.Friesen
    - Allium burjaticum N.Friesen
    - Allium denudatum Redouté (Syn.: Allium albidum Fisch. ex M.Bieb.)
    - Berg-Lauch (Allium lusitanicum Lam., Syn.: Allium fallax Schult. & Schult. f., Allium montanum F.W.Schmidt)
    - Allium nutans L.: Sie kommt in Russland, in der Mongolei, in Kasachstan und im nördlichen Xinjiang vor.[9]
    - Allium prostratum Trevir.: Sie kommt in Russland, in der Mongolei und in China vor.[9]
    - Allium rubens Schrad. ex Willd.: Sie kommt in Russland, in der Mongolei, in Kasachstan und im nordwestlichen Xinjiang vor.[9]
    - Ausdauernder Lauch (Allium senescens L., Syn.: Allium baicalense Willd., Syn.: Allium glaucum Schrad. ex Poir.): Er kommt in Russland, in der Mongolei, in Korea und in China vor.[9]
    - Allium spirale Willd.: Sie kommt in Russland, im nördlichen Korea, in der Mongolei und in China vor.[9]
    - Allium spurium G.Don (Syn.: Allium dauricum N.Friesen, Allium saxicola Kitag.): Sie kommt in Russland, in der Mongolei und in China vor.[9]
    - Allium stellerianum Willd.

  - Sektion Rhizomatosa Egor.:
    - Allium caespitosum Siev.: Sie kommt in Kasachstan und im nördlichen Xinjiang vor.[9]

  - Sektion Tenuissima (Tzag.) Hanelt:
    - Allium anisopodium Ledeb.: Sie kommt in Russland, in der Mongolei, in Korea, Kasachstan und in China vor.[9]
    - Allium tenuissimum L.. Sie kommt in Russland, in der Mongolei, in Kasachstan und in China vor.[9]
    - Allium vodopjanovae N.Friesen

- Untergattung Vvedenskya (Kamelin) R.M.Fritsch: Es gibt nur eine Sektion:[16]
  - Sektion Vvedenskya Kamelin:
    - Allium kujukense Vved.

## Nutzung
Folgende häufig kultivierte Arten finden als Lebensmittel Verwendung: Zwiebel (Allium cepa), Winterzwiebel (Allium fistulosum), Knoblauch (Allium sativum), Schalotte (Allium ascalonicum), Schnittlauch (Allium schoenoprasum), Porree (Allium ampeloprasum). Verwendet wird auch der Scharfe Gelblauch (Allium obliquum). Wild wachsend, jedoch heutzutage auch oft in der Küche genutzt, sind der Bärlauch (Allium ursinum) und der Wunderlauch (Allium paradoxum). Für viele Tiere sind Laucharten aber giftig (→ Zwiebelvergiftung).
In der fernöstlichen Küche werden der Knoblauch-Schnittlauch  (Allium tuberosum; Schnittknoblauch) und dessen Blüten sowie die Japanische Lauchzwiebel (Allium chinense) häufig kulinarisch eingesetzt. 
Die Gattung wurde durch den Verein zur Erhaltung der Nutzpflanzenvielfalt e. V. (VEN) zum „Gemüse des Jahres“ 2013/2014 in Deutschland gewählt.
Viele Arten und Sorten der Gattung Allium werden als Zierpflanzen verwendet. Ein Beispiel ist der Sternkugel-Lauch (Allium cristophii).

## Kulturgeschichte
Die Vorfahren der kultivierten Lauch-Arten sind zumeist im inneren Asien heimisch, aber als derbe Würzen schon in grauer Vorzeit verbreitet worden. Den Ägyptern galten die Laucharten sogar als heilig und geweiht und wurden daher von Priestern und Frommen nicht berührt.